# Škoda Auto
Škoda Auto - vaak kortweg Škoda ([ˈʃkɔda] - uitspraakⓘ) is een van oorsprong Tsjechisch automerk en onderdeel van de Volkswagen Group. Het is de op vijf na oudste nog bestaande autoproducent, na Daimler-Benz (1885), Peugeot (1896), Opel, Renault en Fiat (alle 1899).

## Activiteiten
Škoda is een Tsjechisch automerk en maakt onderdeel uit van de Volkswagen Group. In 2023 leverde het bedrijf 866.820 voertuigen aan klanten, waaronder 81.650 volledig elektrische voertuigen. Voor deze laatste categorie was dit een stijging van 52% ten opzichte van 2022. Skoda wil het assortiment elektrische auto's sterk uitbreiden, het heeft hierbij de ambitie dat in het jaar 2030 zo'n 70% van de verkocht voertuigen volledig elektrisch is. In 2023 bedroeg de omzet € 24 miljard.
Het zwaartepunt van de activiteiten ligt nog altijd in Tsjechië. Er werken 35.000 mensen bij het bedrijf en de grootste fabriek staat in Mladá Boleslav met 27.000 werknemers, en een kleinere in Kvasiny. De voertuigen worden ook gemaakt in de Volksrepubliek China, Slowakije en India, meestal via samenwerkingsverbanden van de Volkswagen Group, en in Oekraïne in samenwerking met een lokale partner. In maart 2023 heeft het ook aanwezigheid in Vietnam. Naast de auto's maakt het ook componenten, zoals motoren, versnellingsbakken, assen en batterijen voor elektrische voertuigen, die binnen de Volkswagen Group een bestemming vinden.
Škoda wordt vooral goed in Europa verkocht, hier wordt 80% van de afzet gerealiseerd. Duitsland is de grootst afzetmarkt, in 2023 werden hier bijna 160.000 voertuigen afgeleverd, gevolgd door Tsjechië met 88.000 exemplaren. In Nederland werden 20.000 voertuigen afgeleverd en in België 18.000.

### Resultaten
Tot 2022 rapporteerde Škoda de resultaten in Tsjechische kronen, na 2022 is het bedrijf overgestapt op de euro.
| Jaar | Afleveringen in stuks | Jaaromzet    | Netto- resultaat | Werknemers | Bron  |
| Jaar | Afleveringen in stuks | (×€ miljoen) | (×€ miljoen)     | Werknemers | Bron  |
| ---- | --------------------- | ------------ | ---------------- | ---------- | ----- |
| 2012 | 939.202               |              |                  |            |       |
| 2013 | 920.750               |              |                  |            | [ 2 ] |
| 2014 | 1.037.226             |              |                  |            | [ 3 ] |
| 2015 | 1.055.501             |              |                  |            | [ 4 ] |
| 2016 | 1.126.477             |              |                  |            | [ 5 ] |
| 2017 | 1.200.535             |              |                  |            | [ 6 ] |
| 2018 | 1.253.741             |              |                  |            | [ 7 ] |
| 2019 | 1.242.767             | 17.886       | 1234             | 34.829     | [ 1 ] |
| 2020 | 1.004.816             | 16.036       | 574              | 35.437     | [ 1 ] |
| 2021 | 878.202               | 16.476       | 874              | 36.032     | [ 1 ] |
| 2022 | 731.262               | 18.086       | 520              | 36.063     | [ 1 ] |
| 2023 | 866.820               | 24.012       | 1322             | 34.884     | [ 1 ] |

## Geschiedenis

### Het begin: Laurin & Klement

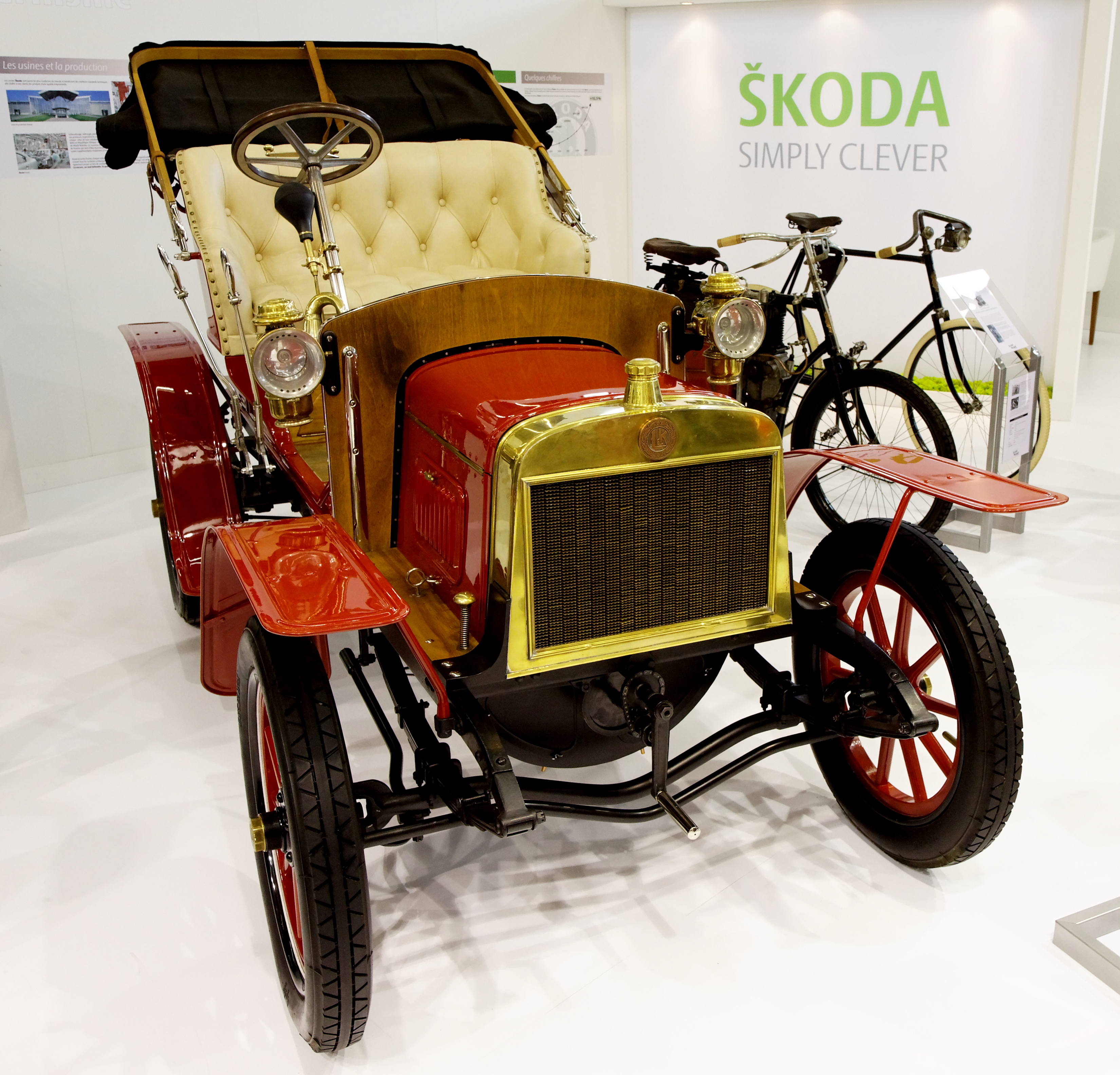
L&K Voiturette (1905)

De historie van Škoda begon op 18 december 1895 in Mladá Boleslav, Oostenrijk-Hongarije. Daar begonnen de technicus Václav Laurin en de boekhandelaar Václav Klement de productie van Slaviafietsen, naar de legende dat Václav Klement ontevreden was over de kwaliteit van de fietsen die op dat moment werden verkocht. In 1899 begon hun fabriek met het produceren van motorfietsen die zowel in wedstrijden als op de weg succesvol waren; in drie jaar tijd werden er 2000 van geproduceerd. In 1901 presenteerde Laurin & Klement een tweecilinderauto op de autotentoonstelling van Wenen. Het zou echter tot 1905 duren voor deze eerste auto, L&K type A "Voiturette", in productie ging. Korte tijd later verschenen er sterkere en grotere modellen, analoog aan Ford getypeerd met letters: type B, type C, enzovoort.
In 1907 werd de onderneming een naamloze vennootschap en in 1912 werd de Reichenberger Automobil Fabrik overgenomen. Spoedig was L&K de belangrijkste autofabrikant in Oostenrijk-Hongarije. De fabrieken produceerden inmiddels naast motorfietsen en auto's ook vrachtwagens, bussen, stationaire motoren, landbouwmachines en walsen. De export ging voornamelijk naar Rusland (40%) en overige Europese landen, maar ook werden wagens verscheept naar Japan, Amerika, Australië en Nieuw-Zeeland.
In races en rally's gooide L&K hoge ogen. Zo werd in het jaar 1914 in 34 wedstrijden 32 keer de eerste prijs behaald.
In augustus 1914 raakte Oostenrijk-Hongarije in oorlog. L&K werd, net als de machinefabriek Škoda, geheel ingezet voor de productie van legermaterieel.

### Fusie met Škoda

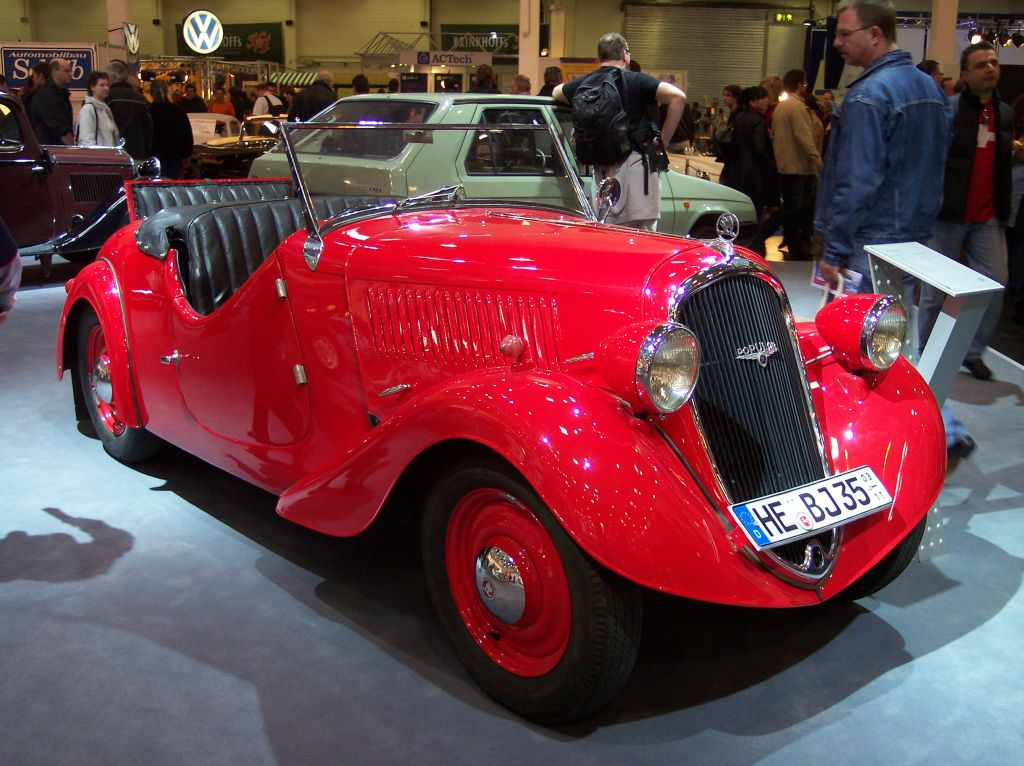
Škoda Popular cabriolet (1935)

Na de Eerste Wereldoorlog werd in 1918 de onafhankelijkheid van Tsjechoslowakije uitgeroepen en in 1919 algemeen erkend. Binnen het oude keizerrijk was Bohemen het industriële centrum geweest en van deze concentratie van technische bedrijven profiteerde het nieuwe land sterk. L&K ontwikkelde tussen 1919 en 1925 nog twee automodellen: de S en de T.
In 1925 volgde de fusie met machinefabrikant Škoda uit Pilsen. Škoda was, en is, een belangrijke producent van spoorwegmaterieel, trams en trolleybussen, scheeps- en stationaire motoren en vliegtuigmotoren. De L&K-modellen werden aanvankelijk onder de merknaam L&K-Škoda op de markt gebracht, maar vanaf 1926 onder de merknaam Škoda. Wel bleef Václav Klement technisch directeur.
Tussen 1926 en 1945 produceerde Škoda met succes zeer moderne personenwagens, zoals de kleine en lichte Popular (1935-1945). Vier ervan reden in 1934 een promotierit heen en terug naar India. De Popular won de Rally van Monte Carlo in 1936. Daarnaast bouwde Škoda enkele luxe modellen met zes- en achtcilindermotoren zoals de Škoda 860 en de Superb. Škoda was een van de weinige merken die de Knight-schuivenmotor toepaste.

### De Duitse bezetting
Tijdens de Duitse bezetting werd Škoda (tussen 1939 en 1945 "Reichswerke Hermann Göring") gedwongen legermaterieel te produceren, waaronder voertuigen met vierwielaandrijving en rupsvoertuigen zoals de Hetzer. Tijdens de oorlogsjaren werden als enige civiele voertuigen de bestelauto's 254 en 256 geleverd. Op 9 mei 1945 slaagde het terugtrekkende Duitse leger erin delen van de fabriek te vernielen, maar Škoda kwam de volgende dag toch merendeels onbeschadigd in handen van het Rode Leger. De Russische autoriteit herstelde de productie snel en Škoda profiteerde daar sterk van in het verwoeste Europa. In bijvoorbeeld Nederland was Škoda na de bevrijding als enige Europese merk goed leverbaar.

### Na de oorlog
In 1945 ging de autofabriek onafhankelijk van de machinefabrieken in Pilsen verder, met behoud van de naam en het logo, tot het bedrijf in 1949 door de staat werd overgenomen en in 1950 werd ondergebracht in de Motokov-groep als AZNP Mladá Boleslav (automobilové závody, národní podnik: staatsautofabriek van Mladá Boleslav). Škoda was binnen Motokov gelieerd aan de overige Tsjechoslowaakse producenten van auto's, vrachtauto's, bussen, motorfietsen, landbouwmachines en toebehoren, met als voordeel een gezamenlijke productie van onderdelen en een gezamenlijke exportorganisatie met vestigingen in 54 landen en (in topjaar 1973) een jaaromzet van 600 miljoen dollar.
Motokov verkocht in Nederland niet alleen Škoda-auto's, maar ook onder andere Jawa- en CZ-motorfietsen, Tatra-vrachtwagens, Zetor-tractoren en Barum-banden. Tatra-personenwagens en Liaz-vrachtwagens zijn in Nederland sinds de jaren 50 niet meer geïmporteerd.
Na de oorlog produceerde Škoda geen wagens meer uit het topsegment. In 1951-1952 werden wel 2100 stuks hogere middenklassers Tatra 600 (Tatraplan) geproduceerd in Mladá Boleslav, tot Tatra in Kopřivnice de productie in 1952 geheel overnam. De topklasse zou onder Motokov-leiding voortaan worden vertegenwoordigd door de achtcilinder Tatra T603 van 1956 en zijn opvolgers.

### Na-oorlogse modellen

#### De 1101 en 1102 (Tudor)

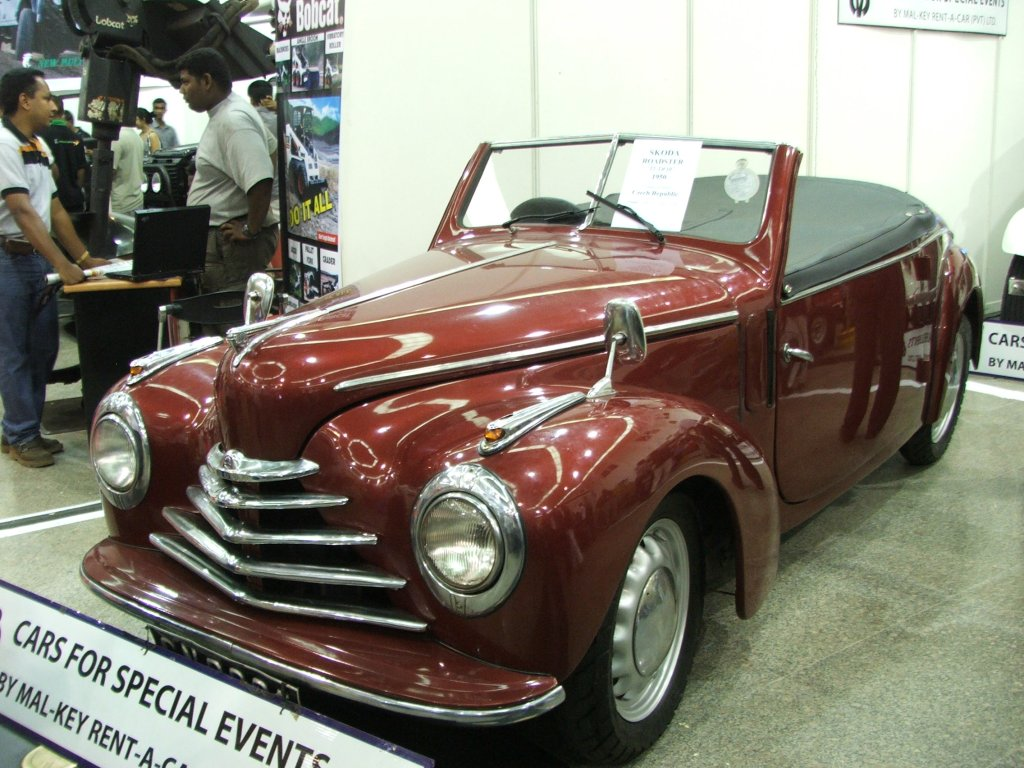
Škoda 1102 roadster (1946)

Op basis van de vooroorlogse Škoda Popular bracht Škoda in 1946 de 1100-serie uit. Als gevolg van gebrek aan grondstoffen was men gedwongen houten delen in de carrosserie te verwerken, maar het chassis met centrale buis zorgde voor een robuuste auto die nog decennialang in Oost-Europa te zien zou zijn. De onafhankelijke wielophanging rondom zorgde voor comfort op slechte wegen. De wagen had geen 1100 cc, zoals de naam suggereerde, maar een 1000 cc kopklepmotor van 32 pk en een topsnelheid van 100 km/h.

#### De 1200, 1201 en 1202

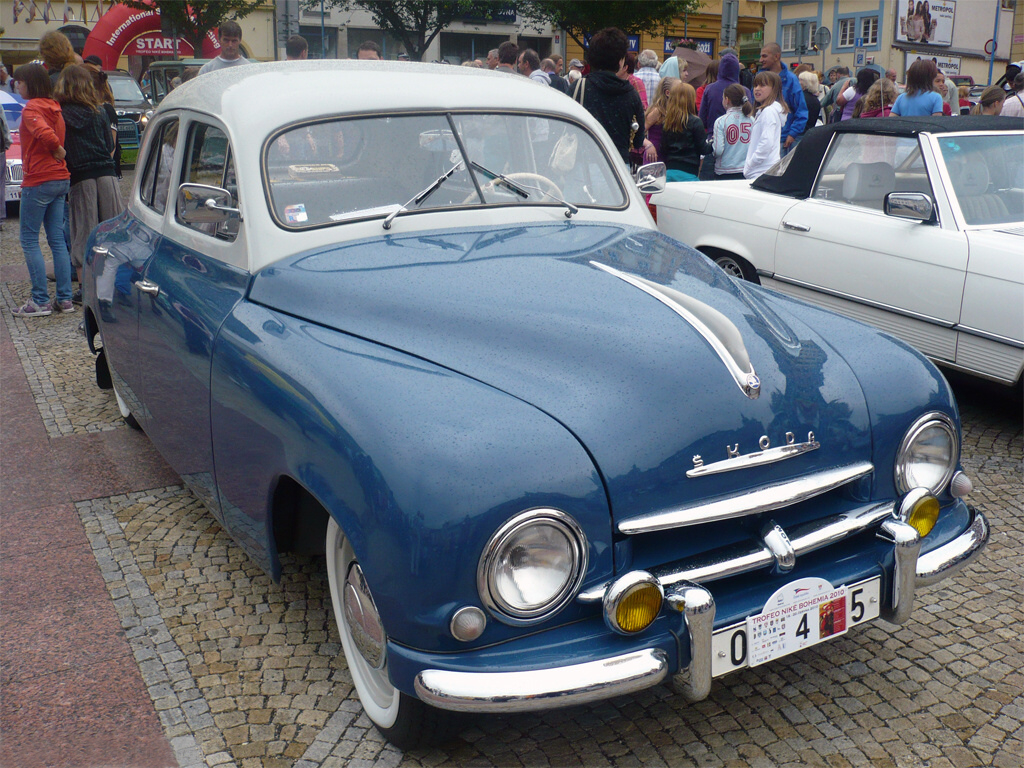
Škoda 1200 (1952)

In 1952 werd de Škoda Tudor verbeterd: Op een verlengde wielbasis stond nu een volledig stalen carrosserie die voldeed aan de smaak van de jaren 50 en zonder "zelfmoordportieren". De wielbasis werd vergroot van 248 naar 269 cm, en er kwamen twee motorversies: de 1200 had een motor van 1221 cc met een vermogen van 36 pk en een top van 105 km/h, de iets opgevoerde 1201 had 47 pk aan boord en haalde een top van 120 km/h.
Vanaf 1955 werd een gemodificeerde versie  met een krachtiger motor geproduceerd als Škoda 1201. Van 1961 tot 1973 werd vervolgens de Škoda 1202 geproduceerd, uitsluitend als combi, bestelwagen en pick-up.

#### De 440, 445 en 450 (Spartak)

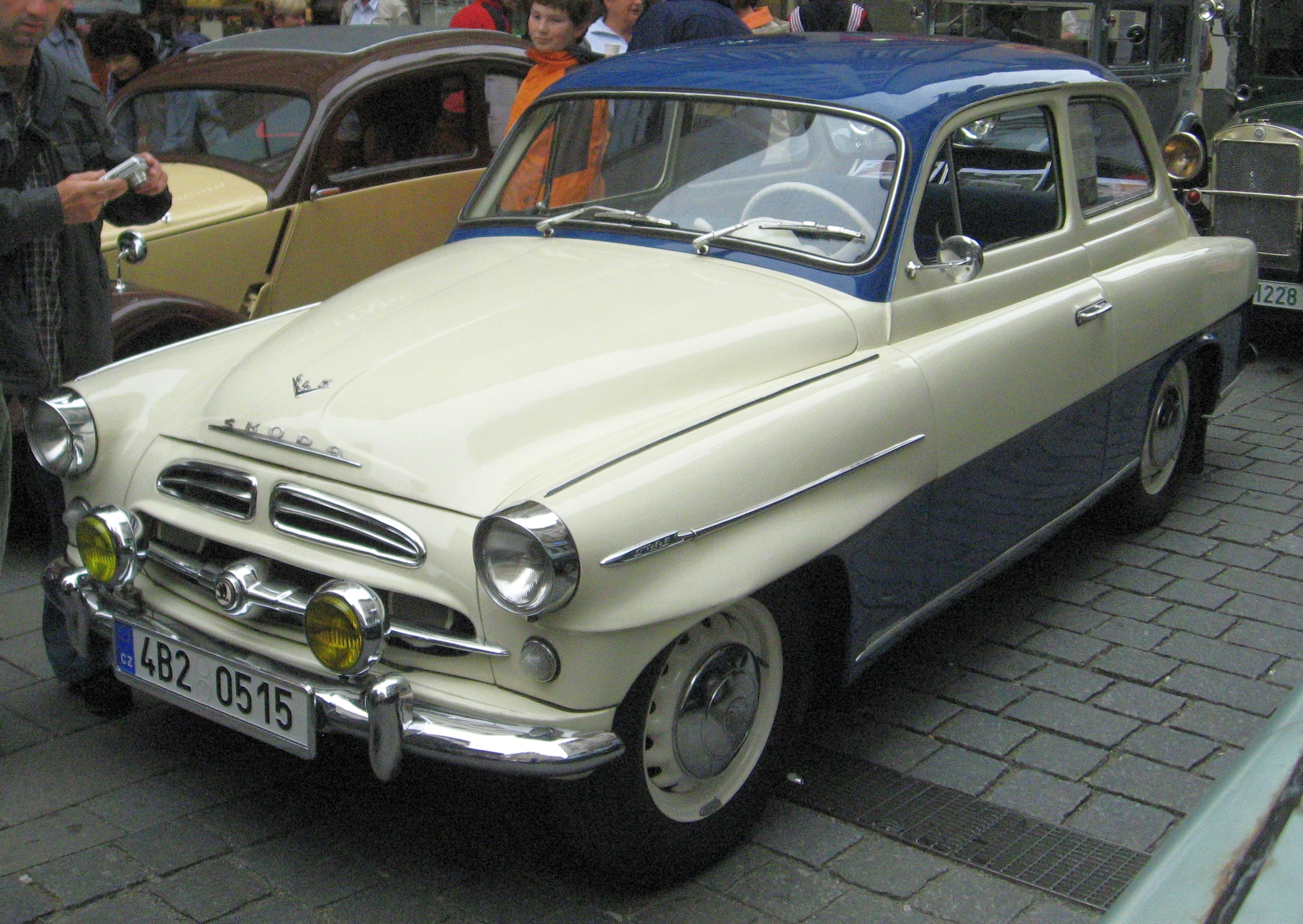
Škoda 445 (1955)

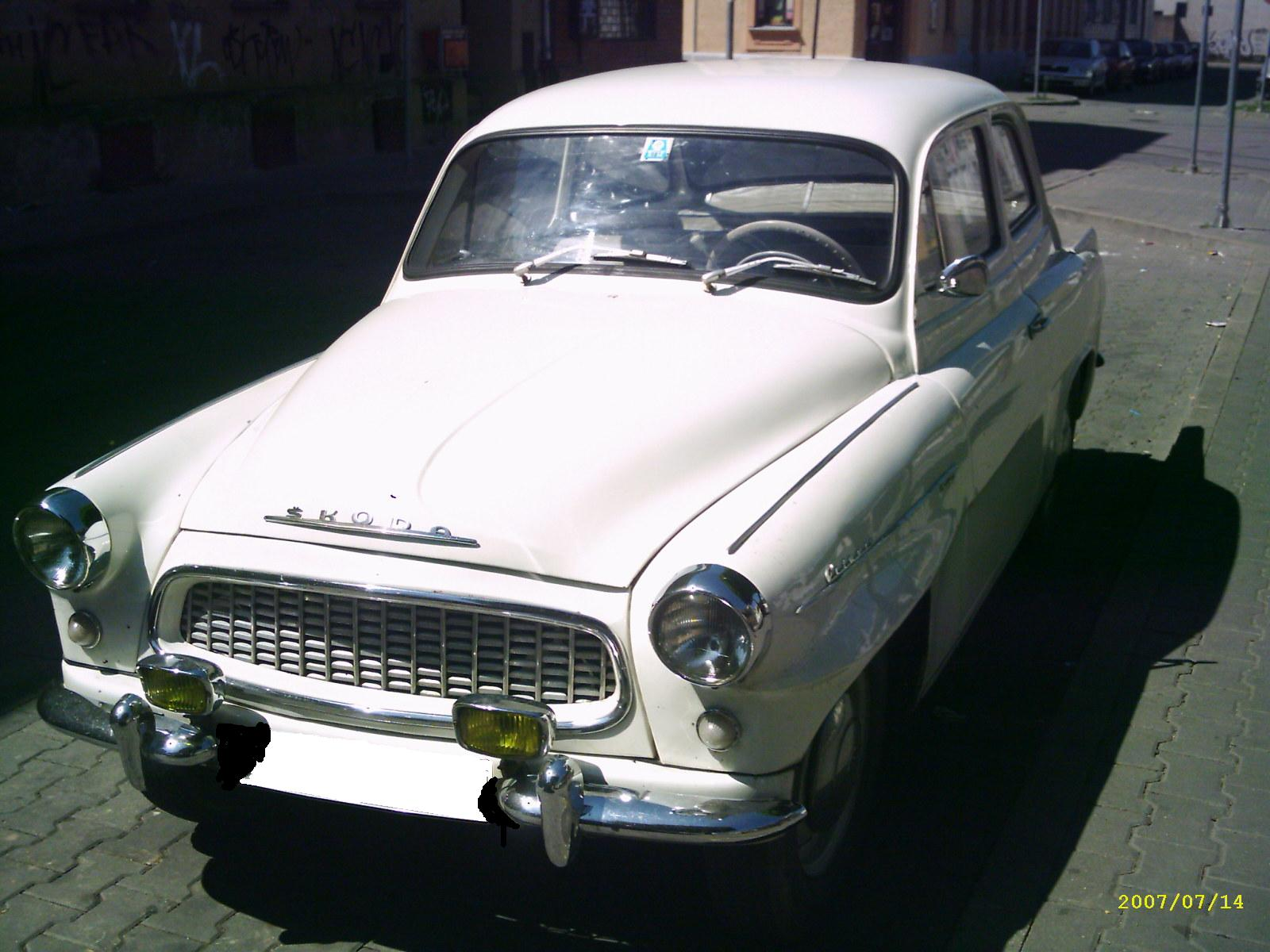
Škoda Octavia (1961)

In 1955 stond een gemoderniseerde versie van de 1200-serie op het Autosalon in Brussel. Op het oude chassis met centrale buis stond een moderne carrosserie, die nu ook tweekleurig gespoten leverbaar was. De 440 kreeg een iets opgevoerde motor van 42 pk, de 445 de 1201-motor van 47 pk.

#### De Octavia en de Felicia

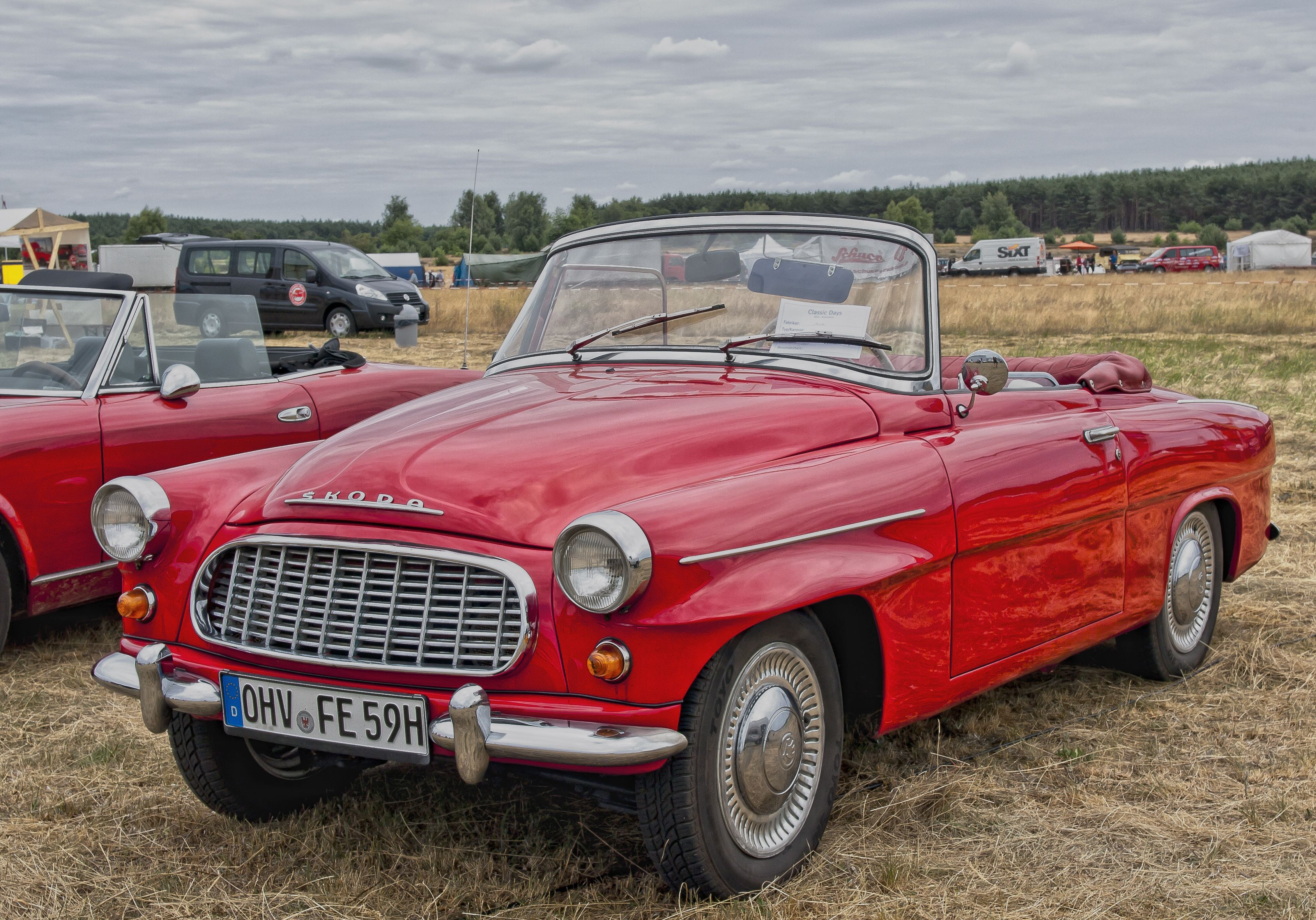
Škoda Felicia (1959)

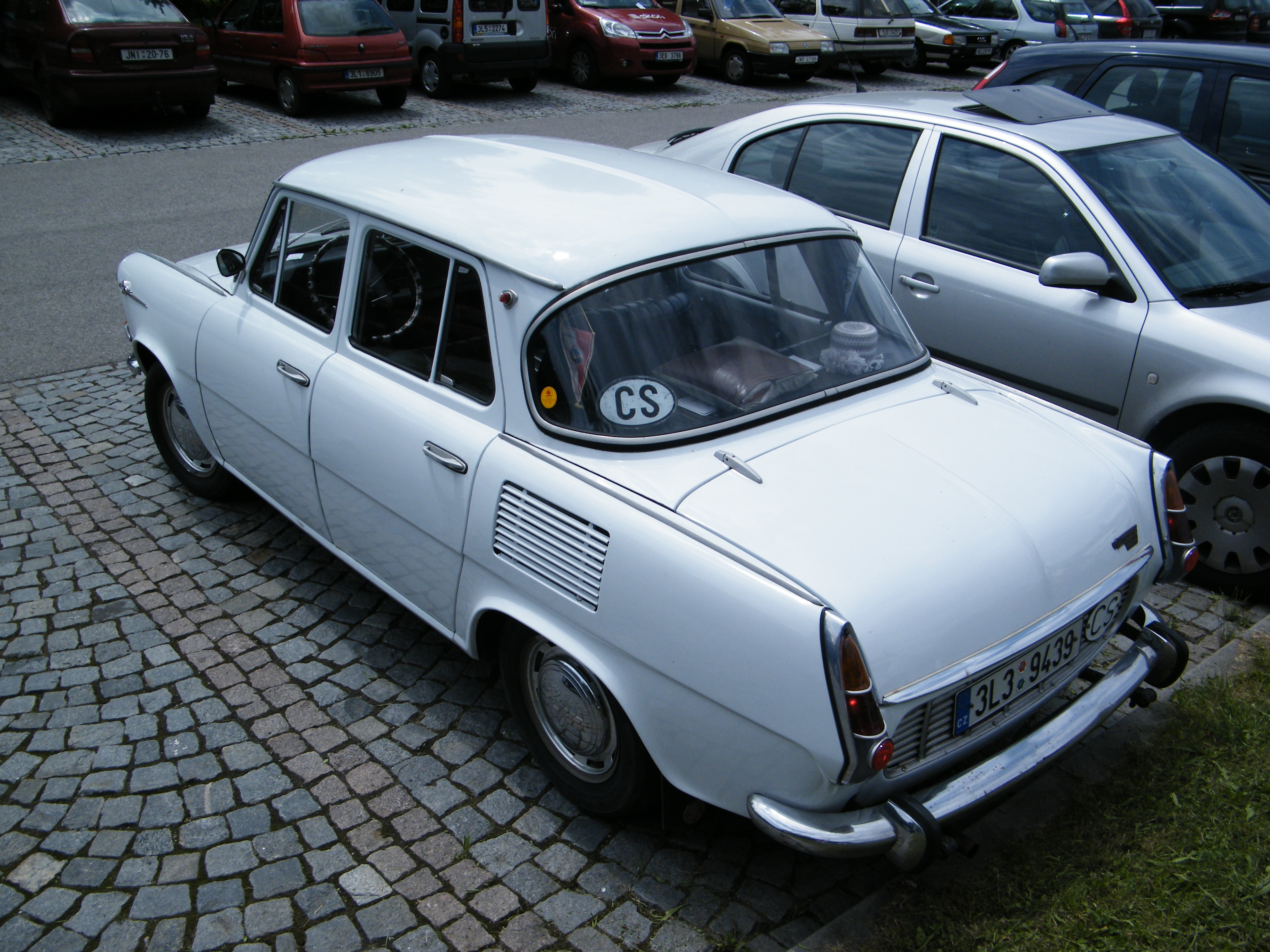
Škoda 1100 MB (1964)

Na een ingrijpende facelift in 1959 noemde men de 440-serie "Octavia". Naast de nieuwe carrosserie was ook de wielophanging aangepakt: de wagen had nu schroefveren op de vooras in plaats van een dwarse bladveer en ook de achterwielophanging was verbeterd. Op basis van deze Octavia werd een tweedeurs roadster uitgebracht, de Felicia. Deze cabriolet kent tegenwoordig een schare liefhebbers en is ook in Oost-Europa niet meer voor weinig geld te koop.

#### De 1000 MB, 1100 MB en MBX

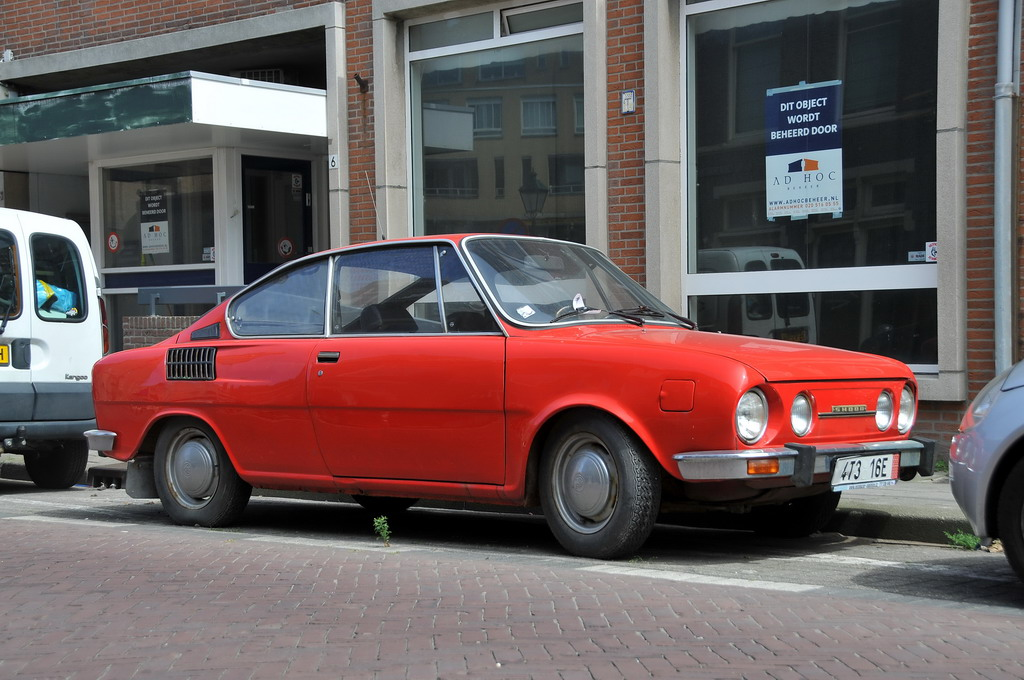
Škoda 110 R (1974)

Toen de leiding van Motokov in 1955 het Parijse Salon d'Automobile bezocht, was zij op zoek naar een auto die als voorbeeld kon dienen voor de Škoda van de toekomst. Hun oog viel hierbij op de nieuwe Renault Dauphine. De plaatsing van de motor achterin kon flink kosten besparen (immers is daarmee de hele aandrijflijn als geheel in te bouwen) en met Volkswagen hadden ook BMW, Fiat, NSU, Renault, Hillman en Chevrolet succes met deze formule. In Mladá Boleslav gingen de ingenieurs aan de slag, met als resultaat de Škoda 1000 MB die in 1959 als prototype gereed was. In 1960 werden 50 wagens gebouwd, die als "nul-serie" miljoenen testkilometers aflegden van de poolgebieden tot de Sahara. Voor de productie verrees een nieuwe fabriek, die van de centrale planners met allerlei nieuwigheden moest worden uitgerust en daardoor jaren te laat werd opgeleverd. Hierdoor kwam de productie pas in 1964 op gang.
Toen de 1000 MB eindelijk verscheen, werd hij door de westerse pers goed ontvangen. Technisch was hij vergelijkbaar met o.a. de Simca 1000, de NSU Prinz 1000/1200 en de Renault R10. Het geheel nieuwe, 48 pk sterke motorblok was van dunwandig, met ribben versterkt aluminium, wat zorgde voor een laag gewicht achter de achteras. De oersterke carrosserie was niet alleen fraai, maar ook opvallend ruim en comfortabel. De wagen bood een voor die tijd gebruikelijke topsnelheid van 125 km/h, onafhankelijke wielophanging rondom, radiaalbanden, een remkrachtverdeler en een volledig gesynchroniseerde vierversnellingsbak. En hij kostte weinig, althans voor de West-Europese exportmarkt, want deze auto moest vooral voor deviezen zorgen. In 1965 verscheen de Škoda 1100 MB en in 1967 de tweedeurs-Škoda MBX met een tot 52 pk opgevoerde motor.
Een stationversie (met liggende motor) is ontwikkeld maar nooit in productie gegaan. Om toch aan de vraag naar stationwagens te blijven voldoen, werd de Škoda 1202 tot 1970 verder gebouwd om te worden opgevolgd door de 1203 Minibus.

#### De 100, 110 en 110 R
De jaren zeventig en tachtig kenmerkten zich door stagnatie, er werden in de Comeconlanden na 1970 nauwelijks nieuwe ontwerpen in productie genomen en áls er al iets nieuws kwam, dan waren het licenties van Fiat (Polski Fiat, Zastava, Lada) en Renault (Dacia). Concurrentie zoals in de kapitalistische landen kende men niet, elke Škoda was immers al verkocht voor hij van de band liep en winststreven was niet aan de orde. In dit weinig innoverende politieke klimaat werd het Škoda slechts toegestaan het 1000 MB-ontwerp periodiek te moderniseren.
Zo werd een moderne middenklasser met twee tot vijf deuren en een 1500 cc aluminium motor voorin, type "720", geheel productiegereed gemaakt, maar de Motokov-leiding vond een nieuw model niet nodig. Honderdzeventien testauto's werden vernietigd en de ontwerptekeningen (een fraaie koets van Italdesign) gingen in de kluis. Een kleiner, voorwielaangedreven type 740 (een nevenontwikkeling met de Oost-Duitse Trabant en Wartburg) stuitte op hetzelfde politieke veto - waardoor de Oost-Duitsers nog twee decennia met tweetaktauto's bleven rijden.
En er was nog een tegenslag: in augustus 1969 woedde een grote brand in de fabriek en ging de ontwikkelingsafdeling, met testrapporten, tekeningen en kleimodellen, voorgoed verloren.
In 1969 werd de 1000 MB-serie (ondanks de door de brand beschadigde productielijnen) opgevolgd door de modellen 100 en 110. Technisch was er nauwelijks verschil met de 1000MB/1100MB, maar de carrosserie was gemoderniseerd.
In 1970 verscheen de nu gezochte 110 R coupé met een iets (52 pk) opgevoerde motor, dankzij een Sokolov-registercarburateur en dubbele inlaat- en uitlaatspruitstukken. Een dashboard met extra instrumenten, kuipstoelen, een sportstuur en (vanaf 1974) ingebouwde verstralers gaven deze Škoda een heel eigen gezicht. Schijfremmen en een stabilisatorstang benadrukten het sportieve karakter. Met een top van 145 km/h en een acceleratie van 1–100 km/h in 18 seconden bleef deze Škoda niet achter bij de (veel duurdere) concurrentie. De carrosserie van de 110 R werd speciaal in Kvasiny gebouwd en was helaas vrij roestgevoelig doordat, in tegenstelling tot de sedan, hier geen fosfateringsinstallatie en elektrostatische lakstraat beschikbaar was.

#### De 130 RS, 180 RS, 200 RS en 1100 GT

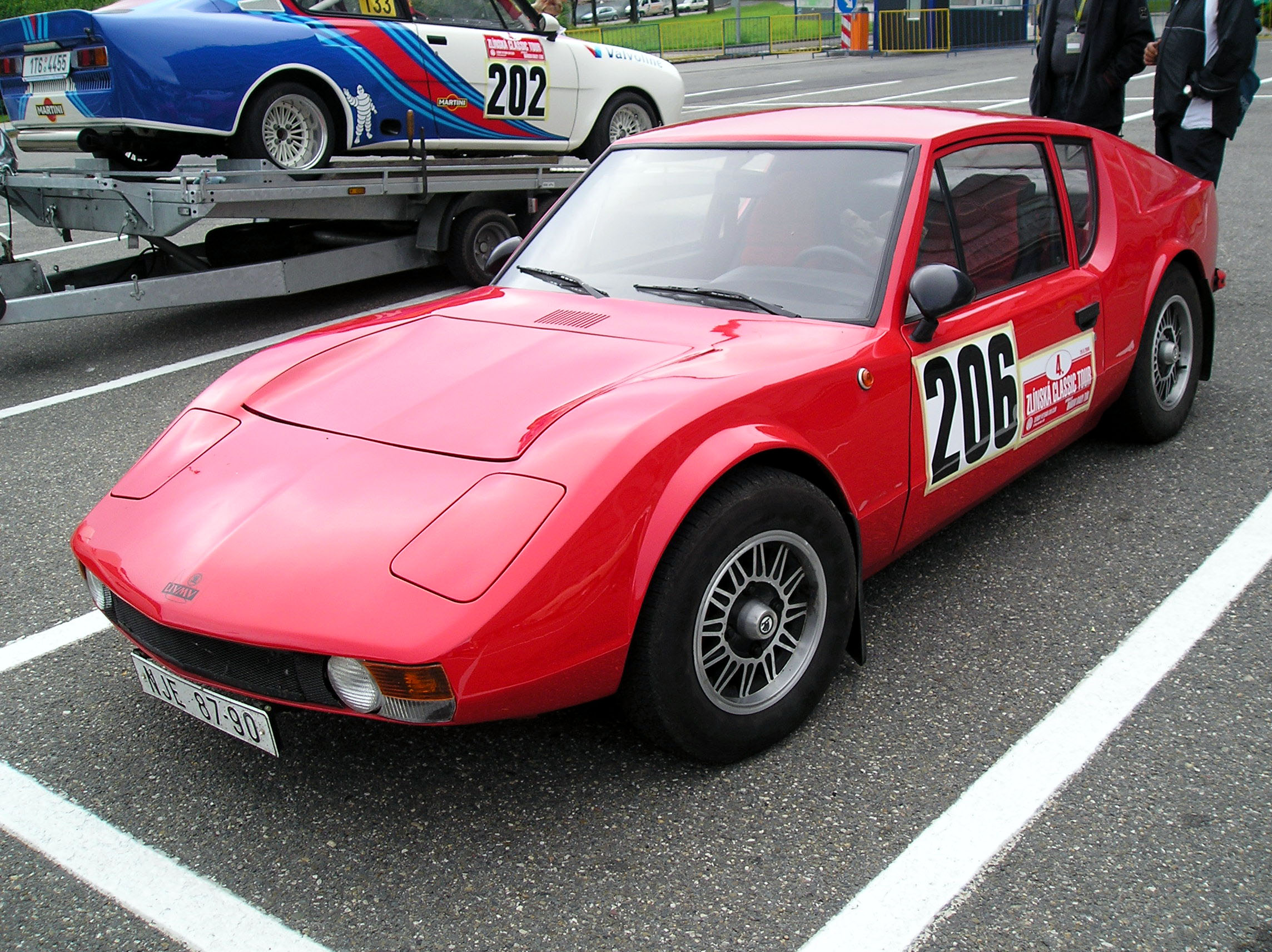
Škoda 1100 GT (1969)

Voor competitiedoeleinden werd de 110R-body uitgerust met zwaardere motoren: de zestienkleps-130-RS had 110 pk aan boord en de 180 RS en de 200 RS 154 pk en 166 pk en behaalden topsnelheden van 200 en 220 km/u. Uiteraard met verlaagd onderstel, stabilisatoren en schijfremmen rondom. Deze Škoda's, met de bijnaam "Praagse Porsche", bleken hun mannetje te staan: in de jaren zeventig en tachtig won Škoda Motorsport er zeventien keer op rij de RAC-rally mee. De 200 RS won in 1977 de Rally van Monte Carlo. Op dezelfde basis werden ook Formule 3-auto's gebouwd en ook die wonnen vaak. Het is opvallend dat het team van Škoda Motorsport met een ontwerp van een gezinsauto uit 1964 zulke successen kon boeken tegenover de nieuwste, speciaal ontworpen sportwagens van de concurrentie.
Parallel aan de Škoda 110 R coupé werd in 1969 door het Praagse ontwerpbureau ÚVMV een sportwagen ontwikkeld met fiberglas carrosserie, de Škoda 1100 GT. Met zijn opgevoerde 1100-motor van 75 pk en zijn lagere CW-waarde behaalde de auto een top van 175 km/h. Voor zover bekend zijn er slechts enkele honderden gebouwd tot de productie in 1971 werd gestaakt.

#### De 105, 120 en 130

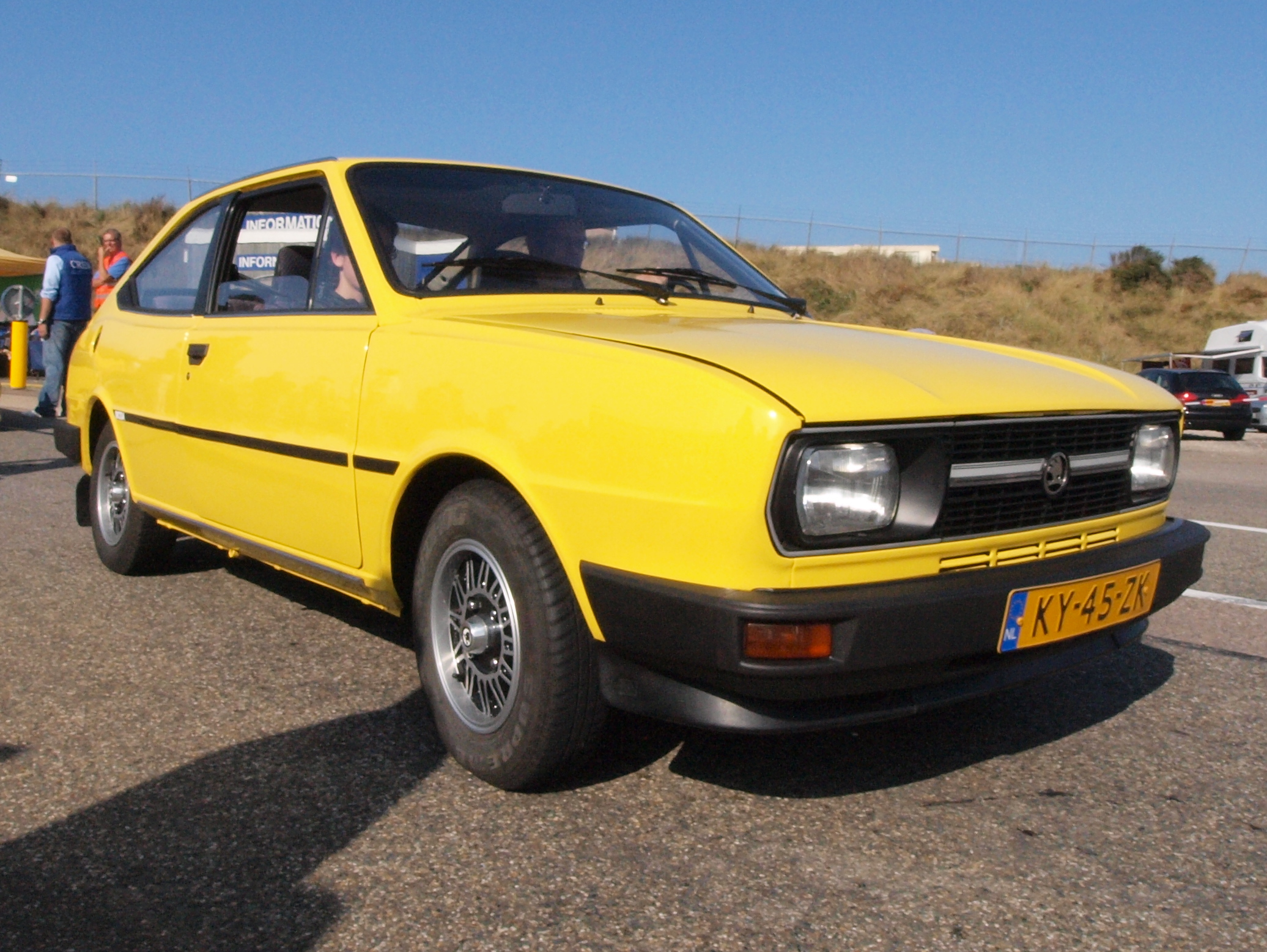
Škoda Garde

In 1976 tekende Bertone de modellen 105, 120, 130 en 130 Rapid coupé met veiligheidsvoorzieningen zoals kreukelzones en een rolbeugel, de benzinetank werd veilig opgeborgen onder de achterbank en de gewichtsverdeling werd verbeterd. De carrosserie was een kleinere versie van de eerder ontworpen 720, maar dit kon niet verbergen dat het chassis afstamde van de 1000 MB uit 1964. Zo werd nog steeds gebruikgemaakt van pendelassen, waardoor de wielvlucht niet constant was, wat kon leiden tot dribbelen en uitbreken van de achterzijde bij extreem bochtenwerk. Autojournalisten kwamen nu plotseling tot het oordeel dat de Škoda "gevaarlijk" was, nogal cynisch als men bedenkt dat juist dit model als geheel een stuk veiliger was dan zijn voorganger. Bovendien was dit model stiller: radiateur en koelventilator verhuisden naar de voorzijde, hoewel daarmee - met een inhoud van 19 liter - ook een kwetsbaar koelsysteem en een lange opwarmtijd was geschapen.
Halverwege de jaren zeventig was de prijs van de Škoda gedaald tot het niveau van de (uit 1948 stammende) Citroën 2CV. Inmiddels was het concept van motor en aandrijving achterin niet meer zo populair in de jaren zeventig; steeds meer fabrikanten schakelden over naar voorwielaandrijving. Škoda kreeg een goedkoop imago, en dit werd er niet beter op doordat de wagens vaak na een aantal jaren in handen kwamen van beunhazen en onbekwame sleutelaars die cruciaal onderhoud achterwege lieten - funest voor een auto met smeerpunten en handmatig te stellen kleppen, koppeling en remmen. Voor wie zich aan het serviceboekje hield en de auto liet onderhouden bij de dealer, was de betrouwbaarheid op orde en was de prijs-kwaliteitverhouding onverslaanbaar.
Nog eenmaal zou Škoda het 1000 MB-concept moderniseren: in 1984 werden 130-modellen voorzien van een De Dion-achterasconstructie waarmee de notoire staartlastigheid zo goed als verdween. Het Škoda Rapid 136-model kreeg een cabrioletvariant en de aankleding werd verfraaid. Ook waren alle modellen optioneel af fabriek leverbaar met een LPG-installatie. Dit was met de hoge benzineprijzen in de jaren 80 zeer lucratief. Desondanks liep de verkoop langzaam terug: Škoda was de laatste gezinsauto met de motor achterin. In 1990 liep na 26 jaar de laatste Škoda met motor achterin van de band.
Met ruim twee miljoen auto's op basis van de 1000MB kan toch van een succesvol model worden gesproken. De planeconomie had weliswaar elke modernisering geblokkeerd, maar had ook gezorgd dat Škoda kon overleven in een periode dat menig autoproducent, door marktverzadiging, twee oliecrises en economische malaise, de poort had moeten sluiten of was opgekocht. Er verdwenen meerdere kleinere Europese automerken in de jaren zestig en zeventig zoals Borgward, Hansa, Messerschmitt, NSU, DKW, Glas, Hanomag, Simca, Panhard, Hillman, Wolseley, Sunbeam, Abarth, Innocenti, Iso, Puch en het Nederlandse Daf.

#### Favorit en Forman, het keerpunt

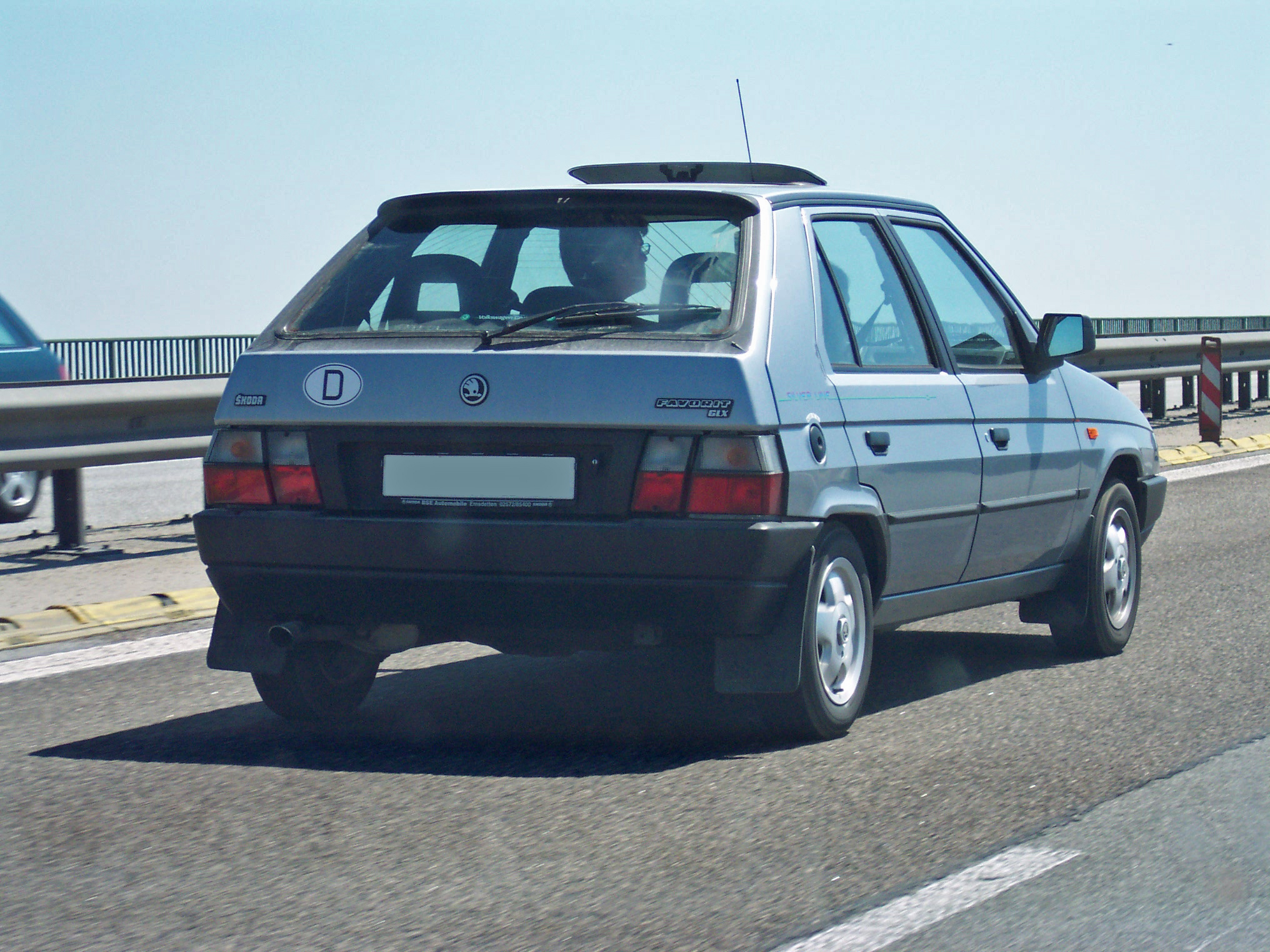
Škoda Favorit (1987)

Het keerpunt kwam in 1987 toen de Škoda Favorit werd gelanceerd. Voor het ontwerp was Bertone ingehuurd, de cilinderkop was onder handen genomen door Ricardo en voor het ontwerp van de motorophanging, aandrijflijn en stuurinrichting was Porsche gecontracteerd. De ontwikkeling werd hierdoor echter al snel te kostbaar, en al na de eerste ontwerpen werden de "westerse" contracten ontbonden en werkten de Škoda-ingenieurs het ontwerp in minder dan een jaar zelf af. Het resultaat was een wat vierkant ogende voorwielaandrijver in de lijn van de VW Golf, met het bekende 1300cc motorblok en een vijfversnellingsbak. Het was een ruime en comfortabele auto geworden voor een lage prijs, maar nu met de configuratie van motor en aandrijving voorin. De Favorit en de stationversie Forman werden goed ontvangen in de westerse pers en de export trok flink aan.

### Privatisering en overname door Volkswagen
Na de val van het IJzeren Gordijn werd het bedrijf in 1989 geprivatiseerd. Door het wegvallen van de goedkope arbeidskrachten (door een amnestieregeling na de Fluwelen Revolutie) kreeg Škoda -met een productiecapaciteit van ca. 100.000 eenheden per jaar- het moeilijk en er moest er naar een partner gezocht worden. Renault, BMW en Volkswagen hadden interesse, maar VW bleek als enige bieder het voortbestaan van de productiecapaciteit in Mladá Boleslav te garanderen. In 1991 werd 30% van de aandelen daarom verkocht aan de Volkswagen Group.

#### Felicia

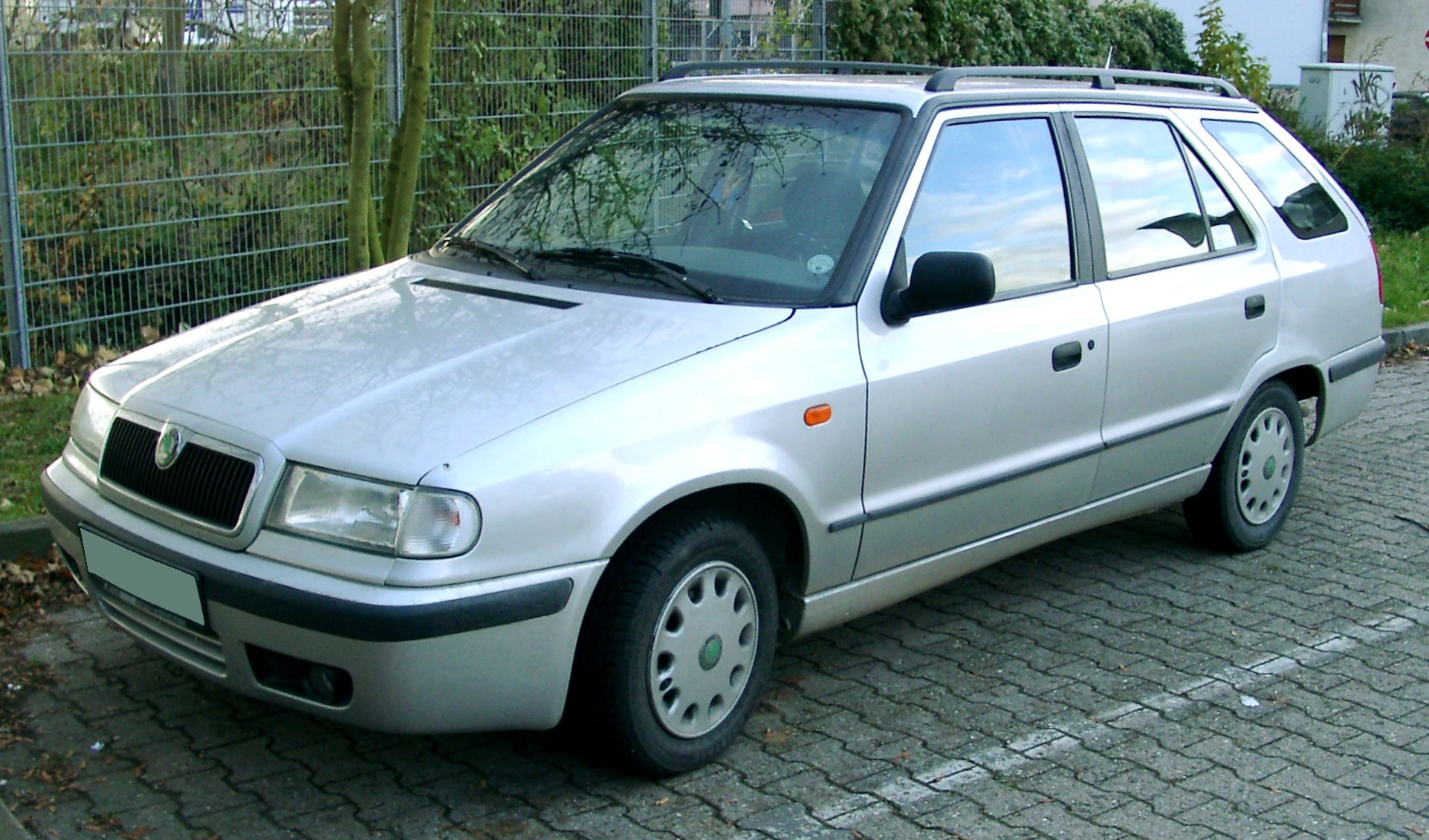
Škoda Felicia (1994)

Enkele VW-ontwerpers gingen direct aan de slag bij Škoda, wat in 1994 resulteerde in de Felicia, een modernisering op basis van de Favorit en feitelijk het laatste zelfstandige Škoda-ontwerp.

#### Octavia en Fabia

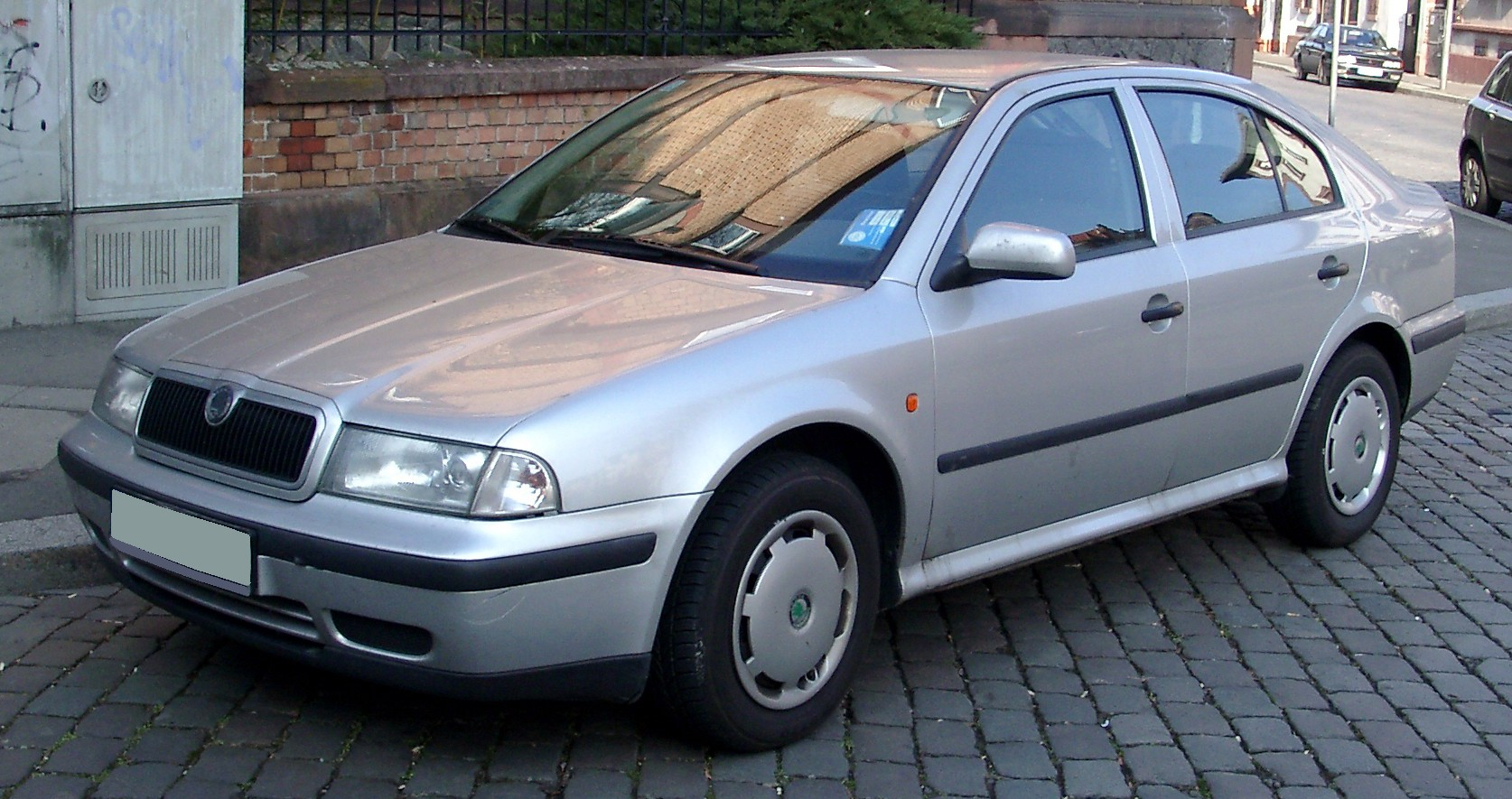
Škoda Octavia I (1996)

De Belgische ontwerper Dirk Van Braeckel tekende de Octavia die in 1996 op de markt verscheen als middenklasse hatchback, gebaseerd op het VW Golf-platform. In 1999 werd de Felicia opgevolgd door de Fabia. Škoda kreeg in enkele jaren de reputatie terug die het merk in de jaren van stagnatie was kwijtgeraakt: degelijk, betrouwbaar, slim ontworpen en niet te duur. Tussen 1996 (het jaar van de Octavia) en 2011 verdubbelde de productie van ca. 350.000 tot 700.000 per jaar, waarmee Škoda een van de snelstgroeiende Europese merken werd.

#### Superb

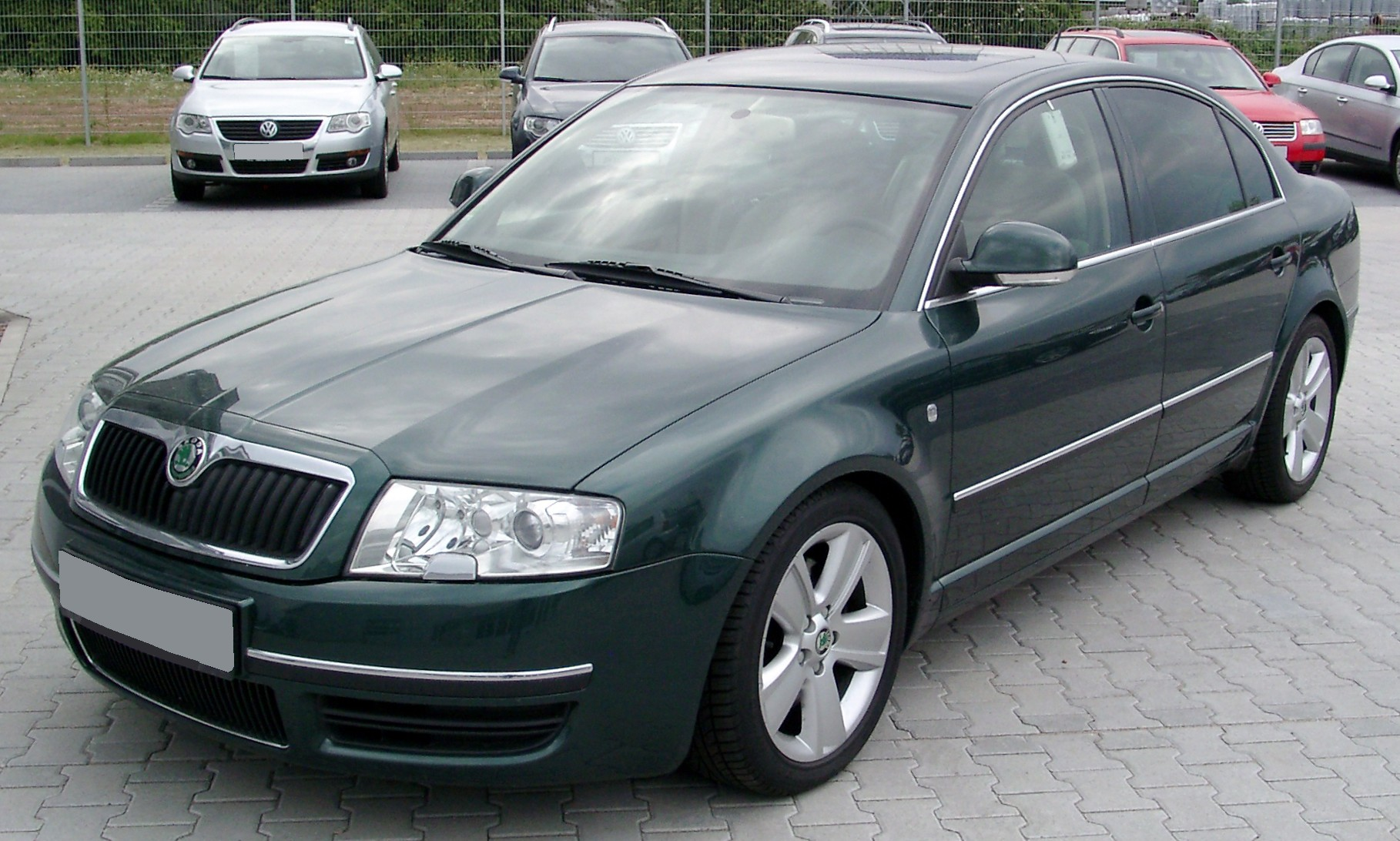
Škoda Superb (2002)

In 2002 ontwikkelde Škoda op basis van de Chinese VW Passat de Superb. Daarmee trad het merk voor het eerst sinds 1939 weer toe tot de grote middenklasse. Deze Superb bleek vooral als taxi geliefd te worden, maar een groot succes bij de reguliere autobezitter bleef uit. Dat veranderde in 2008 met de Superb II; het ontwerp was evenwichtiger geworden en de auto had het voordeel zowel een sedan als hatchback te zijn, door de dubbel uitgevoerde achterklep. Deze constructie is een unicum.

#### MPV en SUV
De VW Touran is een Škoda-ontwerp. Het uitbrengen van een MPV door Škoda terwijl VW er geen in de aanbieding had, ging het moederconcern te ver. Škoda ontwikkelde later de Kodiaq, Karoq en Kamiq. Elk een ander segment SUV.

#### Greenline
Om tegemoet te komen aan de vraag naar beperking van het brandstofverbruik de CO2-uitstoot, brengt Škoda van alle modellen een greenline versie uit. Een laag verbruik wordt gerealiseerd door gebruik te maken van motoren met een relatief kleine cilinderinhoud, langere eindoverbrengingen, start-stopsysteem, een regeneratief remsysteem, een verlaagd onderstel en banden met een lage rolweerstand.

### Uitstootschandaal
In september 2015 kwam aan het licht dat het moederconcern van Škoda, Volkswagen, op grote schaal fraude had gepleegd met emissiewaarden van zijn met dieselmotoren uitgeruste auto's. Jarenlang had het voertuigen uitgerust met motorsoftware die detecteerde wanneer het voertuig op de testbank stond en dan het nodige deed om aan de stikstofoxidennormen te voldoen. De afwijkingen waren dermate groot dat de wagens zonder de vervalsing nooit gehomologeerd zouden zijn.

## Modellen tijdlijn
| « vorig — Škoda-modellen van 1980 tot heden | « vorig — Škoda-modellen van 1980 tot heden | « vorig — Škoda-modellen van 1980 tot heden | « vorig — Škoda-modellen van 1980 tot heden | « vorig — Škoda-modellen van 1980 tot heden | « vorig — Škoda-modellen van 1980 tot heden | « vorig — Škoda-modellen van 1980 tot heden | « vorig — Škoda-modellen van 1980 tot heden | « vorig — Škoda-modellen van 1980 tot heden | « vorig — Škoda-modellen van 1980 tot heden | « vorig — Škoda-modellen van 1980 tot heden | « vorig — Škoda-modellen van 1980 tot heden | « vorig — Škoda-modellen van 1980 tot heden | « vorig — Škoda-modellen van 1980 tot heden | « vorig — Škoda-modellen van 1980 tot heden | « vorig — Škoda-modellen van 1980 tot heden | « vorig — Škoda-modellen van 1980 tot heden | « vorig — Škoda-modellen van 1980 tot heden | « vorig — Škoda-modellen van 1980 tot heden | « vorig — Škoda-modellen van 1980 tot heden | « vorig — Škoda-modellen van 1980 tot heden | « vorig — Škoda-modellen van 1980 tot heden | « vorig — Škoda-modellen van 1980 tot heden | « vorig — Škoda-modellen van 1980 tot heden | « vorig — Škoda-modellen van 1980 tot heden | « vorig — Škoda-modellen van 1980 tot heden | « vorig — Škoda-modellen van 1980 tot heden | « vorig — Škoda-modellen van 1980 tot heden | « vorig — Škoda-modellen van 1980 tot heden | « vorig — Škoda-modellen van 1980 tot heden | « vorig — Škoda-modellen van 1980 tot heden | « vorig — Škoda-modellen van 1980 tot heden | « vorig — Škoda-modellen van 1980 tot heden | « vorig — Škoda-modellen van 1980 tot heden | « vorig — Škoda-modellen van 1980 tot heden | « vorig — Škoda-modellen van 1980 tot heden | « vorig — Škoda-modellen van 1980 tot heden | « vorig — Škoda-modellen van 1980 tot heden | « vorig — Škoda-modellen van 1980 tot heden | « vorig — Škoda-modellen van 1980 tot heden | « vorig — Škoda-modellen van 1980 tot heden | « vorig — Škoda-modellen van 1980 tot heden | « vorig — Škoda-modellen van 1980 tot heden | « vorig — Škoda-modellen van 1980 tot heden | « vorig — Škoda-modellen van 1980 tot heden | « vorig — Škoda-modellen van 1980 tot heden | « vorig — Škoda-modellen van 1980 tot heden |
| ------------------------------------------- | ------------------------------------------- | ------------------------------------------- | ------------------------------------------- | ------------------------------------------- | ------------------------------------------- | ------------------------------------------- | ------------------------------------------- | ------------------------------------------- | ------------------------------------------- | ------------------------------------------- | ------------------------------------------- | ------------------------------------------- | ------------------------------------------- | ------------------------------------------- | ------------------------------------------- | ------------------------------------------- | ------------------------------------------- | ------------------------------------------- | ------------------------------------------- | ------------------------------------------- | ------------------------------------------- | ------------------------------------------- | ------------------------------------------- | ------------------------------------------- | ------------------------------------------- | ------------------------------------------- | ------------------------------------------- | ------------------------------------------- | ------------------------------------------- | ------------------------------------------- | ------------------------------------------- | ------------------------------------------- | ------------------------------------------- | ------------------------------------------- | ------------------------------------------- | ------------------------------------------- | ------------------------------------------- | ------------------------------------------- | ------------------------------------------- | ------------------------------------------- | ------------------------------------------- | ------------------------------------------- | ------------------------------------------- | ------------------------------------------- | ------------------------------------------- | ------------------------------------------- |
| Type                                        | 1980                                        | 1980                                        | 1980                                        | 1980                                        | 1980                                        | 1980                                        | 1980                                        | 1980                                        | 1980                                        | 1980                                        | 1990                                        | 1990                                        | 1990                                        | 1990                                        | 1990                                        | 1990                                        | 1990                                        | 1990                                        | 1990                                        | 1990                                        | 2000                                        | 2000                                        | 2000                                        | 2000                                        | 2000                                        | 2000                                        | 2000                                        | 2000                                        | 2000                                        | 2000                                        | 2010                                        | 2010                                        | 2010                                        | 2010                                        | 2010                                        | 2010                                        | 2010                                        | 2010                                        | 2010                                        | 2010                                        | 2020                                        | 2020                                        | 2020                                        | 2020                                        | 2020                                        | 2020                                        |
| Type                                        | 0                                           | 1                                           | 2                                           | 3                                           | 4                                           | 5                                           | 6                                           | 7                                           | 8                                           | 9                                           | 0                                           | 1                                           | 2                                           | 3                                           | 4                                           | 5                                           | 6                                           | 7                                           | 8                                           | 9                                           | 0                                           | 1                                           | 2                                           | 3                                           | 4                                           | 5                                           | 6                                           | 7                                           | 8                                           | 9                                           | 0                                           | 1                                           | 2                                           | 3                                           | 4                                           | 5                                           | 6                                           | 7                                           | 8                                           | 9                                           | 0                                           | 1                                           | 2                                           | 3                                           | 4                                           | 5                                           |
| Miniklasse                                  |                                             |                                             |                                             |                                             |                                             |                                             |                                             |                                             |                                             |                                             |                                             |                                             |                                             |                                             |                                             |                                             |                                             |                                             |                                             |                                             |                                             |                                             |                                             |                                             |                                             |                                             |                                             |                                             |                                             |                                             |                                             | Citigo                                      | Citigo                                      | Citigo                                      | Citigo                                      | Citigo                                      | Citigo                                      | Citigo                                      | Citigo                                      | Citigo                                      | Citigo                                      |                                             |                                             |                                             |                                             |                                             |
| Compacte klasse                             |                                             |                                             |                                             |                                             |                                             |                                             |                                             | Favorit / Forman                            | Favorit / Forman                            | Favorit / Forman                            | Favorit / Forman                            | Favorit / Forman                            | Favorit / Forman                            | Favorit / Forman                            | Favorit / Forman                            | Favorit / Forman                            |                                             |                                             |                                             |                                             |                                             |                                             |                                             |                                             |                                             |                                             |                                             |                                             |                                             |                                             |                                             |                                             |                                             |                                             |                                             |                                             |                                             |                                             |                                             |                                             |                                             |                                             |                                             |                                             |                                             |                                             |
| Compacte klasse                             |                                             |                                             |                                             |                                             |                                             |                                             |                                             |                                             |                                             |                                             |                                             |                                             |                                             | Felica                                      |                                             |                                             |                                             |                                             |                                             |                                             |                                             |                                             |                                             |                                             |                                             |                                             |                                             |                                             |                                             |                                             |                                             |                                             |                                             |                                             |                                             |                                             |                                             |                                             |                                             |                                             |                                             |                                             |                                             |                                             |                                             |                                             |
| Compacte klasse                             |                                             |                                             |                                             |                                             |                                             |                                             |                                             |                                             |                                             |                                             |                                             |                                             |                                             |                                             |                                             |                                             |                                             |                                             |                                             |                                             | Fabia I                                     | Fabia I                                     | Fabia I                                     | Fabia I                                     | Fabia I                                     | Fabia I                                     | Fabia I                                     | Fabia II                                    | Fabia II                                    | Fabia II                                    | Fabia II                                    | Fabia II                                    | Fabia II                                    | Fabia II                                    | Fabia II                                    | Fabia III                                   | Fabia III                                   | Fabia III                                   | Fabia III                                   | Fabia III                                   | Fabia III                                   | Fabia IV                                    | Fabia IV                                    | Fabia IV                                    | Fabia IV                                    | Fabia IV                                    |
| Compacte klasse                             |                                             |                                             |                                             |                                             |                                             |                                             |                                             |                                             |                                             |                                             |                                             |                                             |                                             |                                             |                                             |                                             |                                             |                                             |                                             |                                             |                                             |                                             |                                             |                                             |                                             |                                             |                                             |                                             |                                             |                                             |                                             |                                             |                                             |                                             |                                             |                                             |                                             |                                             |                                             |                                             |                                             | Slavia(IN)                                  |                                             |                                             |                                             |                                             |
| Compacte middenklasse                       | 105 / 120 / 125                             | 105 / 120 / 125                             | 105 / 120 / 125                             | 105 / 120 / 125                             | 105 / 120 / 125                             | 105 / 120 / 125                             | 105 / 120 / 125                             | 105 / 120 / 125                             | 105 / 120 / 125                             | 105 / 120 / 125                             | 105 / 120 / 125                             |                                             |                                             |                                             |                                             |                                             |                                             |                                             |                                             |                                             |                                             |                                             |                                             |                                             |                                             |                                             |                                             |                                             |                                             |                                             |                                             |                                             |                                             |                                             |                                             |                                             |                                             |                                             |                                             |                                             |                                             |                                             |                                             |                                             |                                             |                                             |
| Compacte middenklasse                       |                                             |                                             |                                             | 130 / 135 / 136                             |                                             |                                             |                                             |                                             |                                             |                                             |                                             |                                             |                                             |                                             |                                             |                                             |                                             |                                             |                                             |                                             |                                             |                                             |                                             |                                             |                                             |                                             |                                             |                                             |                                             |                                             |                                             |                                             |                                             |                                             |                                             |                                             |                                             |                                             |                                             |                                             |                                             |                                             |                                             |                                             |                                             |                                             |
| Compacte middenklasse                       |                                             |                                             |                                             |                                             |                                             |                                             |                                             |                                             |                                             |                                             |                                             |                                             |                                             |                                             |                                             |                                             |                                             |                                             |                                             |                                             |                                             |                                             |                                             |                                             |                                             |                                             |                                             |                                             |                                             |                                             |                                             |                                             |                                             | Rapid                                       | Rapid                                       | Rapid                                       | Rapid                                       | Rapid                                       | Rapid                                       | Rapid                                       | Scala                                       | Scala                                       | Scala                                       | Scala                                       | Scala                                       | Scala                                       |
| Compacte middenklasse                       |                                             |                                             |                                             |                                             |                                             |                                             |                                             |                                             |                                             |                                             |                                             |                                             |                                             |                                             |                                             |                                             | Octavia I                                   | Octavia I                                   | Octavia I                                   | Octavia I                                   | Octavia I                                   | Octavia I                                   | Octavia I                                   | Octavia I                                   | Octavia II                                  | Octavia II                                  | Octavia II                                  | Octavia II                                  | Octavia II                                  | Octavia II                                  | Octavia II                                  | Octavia II                                  | Octavia II                                  | Octavia III                                 | Octavia III                                 | Octavia III                                 | Octavia III                                 | Octavia III                                 | Octavia III                                 | Octavia III                                 | Octavia IV                                  | Octavia IV                                  | Octavia IV                                  | Octavia IV                                  | Octavia IV                                  | Octavia IV                                  |
| Middenklasse                                |                                             |                                             |                                             |                                             |                                             |                                             |                                             |                                             |                                             |                                             |                                             |                                             |                                             |                                             |                                             |                                             |                                             |                                             |                                             |                                             |                                             |                                             | Superb I                                    | Superb I                                    | Superb I                                    | Superb I                                    | Superb I                                    | Superb I                                    | Superb II                                   | Superb II                                   | Superb II                                   | Superb II                                   | Superb II                                   | Superb II                                   | Superb II                                   | Superb III                                  | Superb III                                  | Superb III                                  | Superb III                                  | Superb III                                  | Superb III                                  | Superb III                                  | Superb III                                  | Superb IV                                   | Superb IV                                   | Superb IV                                   |
| Coupé / Cabriolet                           | 110 R                                       | Garde                                       | Garde                                       | Garde                                       | Rapid 130 / 135 / 136                       | Rapid 130 / 135 / 136                       | Rapid 130 / 135 / 136                       | Rapid 130 / 135 / 136                       | Rapid 130 / 135 / 136                       | Rapid 130 / 135 / 136                       | Rapid 130 / 135 / 136                       |                                             |                                             |                                             |                                             |                                             |                                             |                                             |                                             |                                             |                                             |                                             |                                             |                                             |                                             |                                             |                                             |                                             |                                             |                                             |                                             |                                             |                                             |                                             |                                             |                                             |                                             |                                             |                                             |                                             |                                             |                                             |                                             |                                             |                                             |                                             |
| Sportwagen                                  | 130 RS                                      | 130 RS                                      | 130 RS                                      |                                             |                                             |                                             | 130 LR                                      | 130 LR                                      | 130 LR                                      |                                             |                                             |                                             |                                             |                                             |                                             |                                             |                                             |                                             |                                             |                                             |                                             |                                             |                                             |                                             |                                             |                                             |                                             |                                             |                                             |                                             |                                             |                                             |                                             |                                             |                                             |                                             |                                             |                                             |                                             |                                             |                                             |                                             |                                             |                                             |                                             |                                             |
| Ludospace                                   |                                             |                                             |                                             |                                             |                                             |                                             |                                             |                                             |                                             |                                             |                                             |                                             |                                             |                                             |                                             |                                             |                                             |                                             |                                             |                                             |                                             |                                             |                                             |                                             |                                             |                                             | Roomster / Praktik                          | Roomster / Praktik                          | Roomster / Praktik                          | Roomster / Praktik                          | Roomster / Praktik                          | Roomster / Praktik                          | Roomster / Praktik                          | Roomster / Praktik                          | Roomster / Praktik                          | Roomster / Praktik                          |                                             |                                             |                                             |                                             |                                             |                                             |                                             |                                             |                                             |                                             |
| Compacte CUV                                |                                             |                                             |                                             |                                             |                                             |                                             |                                             |                                             |                                             |                                             |                                             |                                             |                                             |                                             |                                             |                                             |                                             |                                             |                                             |                                             |                                             |                                             |                                             |                                             |                                             |                                             |                                             |                                             |                                             |                                             |                                             |                                             |                                             |                                             |                                             |                                             |                                             |                                             |                                             | Kamiq                                       | Kamiq                                       | Kamiq                                       | Kamiq                                       | Kamiq                                       | Kamiq                                       | Kamiq                                       |
| Compacte CUV                                |                                             |                                             |                                             |                                             |                                             |                                             |                                             |                                             |                                             |                                             |                                             |                                             |                                             |                                             |                                             |                                             |                                             |                                             |                                             |                                             |                                             |                                             |                                             |                                             |                                             |                                             |                                             |                                             |                                             |                                             |                                             |                                             |                                             |                                             |                                             |                                             |                                             |                                             |                                             |                                             | Kushaq(IN)                                  |                                             |                                             |                                             |                                             |                                             |
| Compacte CUV                                |                                             |                                             |                                             |                                             |                                             |                                             |                                             |                                             |                                             |                                             |                                             |                                             |                                             |                                             |                                             |                                             |                                             |                                             |                                             |                                             |                                             |                                             |                                             |                                             |                                             |                                             |                                             |                                             |                                             |                                             |                                             |                                             |                                             |                                             |                                             |                                             |                                             |                                             |                                             |                                             |                                             |                                             |                                             |                                             | Epiq                                        |                                             |
| Compacte SUV                                |                                             |                                             |                                             |                                             |                                             |                                             |                                             |                                             |                                             |                                             |                                             |                                             |                                             |                                             |                                             |                                             |                                             |                                             |                                             |                                             |                                             |                                             |                                             |                                             |                                             |                                             |                                             |                                             |                                             | Yeti                                        | Yeti                                        | Yeti                                        | Yeti                                        | Yeti                                        | Yeti                                        | Yeti                                        | Yeti                                        | Karoq                                       | Karoq                                       | Karoq                                       | Karoq                                       | Karoq                                       | Karoq                                       | Karoq                                       | Karoq                                       | Karoq                                       |
| Compacte SUV                                |                                             |                                             |                                             |                                             |                                             |                                             |                                             |                                             |                                             |                                             |                                             |                                             |                                             |                                             |                                             |                                             |                                             |                                             |                                             |                                             |                                             |                                             |                                             |                                             |                                             |                                             |                                             |                                             |                                             |                                             |                                             |                                             |                                             |                                             |                                             |                                             |                                             |                                             |                                             |                                             |                                             |                                             |                                             |                                             | Elroq                                       |                                             |
| Middelgrote SUV                             |                                             |                                             |                                             |                                             |                                             |                                             |                                             |                                             |                                             |                                             |                                             |                                             |                                             |                                             |                                             |                                             |                                             |                                             |                                             |                                             |                                             |                                             |                                             |                                             |                                             |                                             |                                             |                                             |                                             |                                             |                                             |                                             |                                             |                                             |                                             |                                             |                                             |                                             |                                             |                                             | Enyaq                                       | Enyaq                                       | Enyaq                                       | Enyaq                                       | Enyaq                                       | Enyaq                                       |
| SUV                                         |                                             |                                             |                                             |                                             |                                             |                                             |                                             |                                             |                                             |                                             |                                             |                                             |                                             |                                             |                                             |                                             |                                             |                                             |                                             |                                             |                                             |                                             |                                             |                                             |                                             |                                             |                                             |                                             |                                             |                                             |                                             |                                             |                                             |                                             |                                             |                                             | Kodiaq I                                    | Kodiaq I                                    | Kodiaq I                                    | Kodiaq I                                    | Kodiaq I                                    | Kodiaq I                                    | Kodiaq I                                    | Kodiaq II                                   | Kodiaq II                                   | Kodiaq II                                   |
| Bestelwagen                                 | 1203                                        | TAZ                                         | TAZ                                         | TAZ                                         | TAZ                                         | TAZ                                         | TAZ                                         | TAZ                                         | TAZ                                         | TAZ                                         |                                             |                                             |                                             |                                             |                                             | Beta                                        | Beta                                        |                                             |                                             |                                             |                                             |                                             |                                             |                                             |                                             |                                             |                                             |                                             |                                             |                                             |                                             |                                             |                                             |                                             |                                             |                                             |                                             |                                             |                                             |                                             |                                             |                                             |                                             |                                             |                                             |                                             |
| Eigenaar                                    | Škoda Holding                               | Škoda Holding                               | Škoda Holding                               | Škoda Holding                               | Škoda Holding                               | Škoda Holding                               | Škoda Holding                               | Škoda Holding                               | Škoda Holding                               | Škoda Holding                               | Škoda Holding                               | Škoda Holding / Volkswagen AG               | Škoda Holding / Volkswagen AG               | Škoda Holding / Volkswagen AG               | Škoda Holding / Volkswagen AG               | Škoda Holding / Volkswagen AG               | Škoda Holding / Volkswagen AG               | Škoda Holding / Volkswagen AG               | Škoda Holding / Volkswagen AG               | Volkswagen AG                               | Volkswagen AG                               | Volkswagen AG                               | Volkswagen AG                               | Volkswagen AG                               | Volkswagen AG                               | Volkswagen AG                               | Volkswagen AG                               | Volkswagen AG                               | Volkswagen AG                               | Volkswagen AG                               | Volkswagen AG                               | Volkswagen AG                               | Volkswagen AG                               | Volkswagen AG                               | Volkswagen AG                               | Volkswagen AG                               | Volkswagen AG                               | Volkswagen AG                               | Volkswagen AG                               | Volkswagen AG                               | Volkswagen AG                               | Volkswagen AG                               | Volkswagen AG                               | Volkswagen AG                               | Volkswagen AG                               | Volkswagen AG                               |
| Legende                                     |                                             | Elektrisch                                  | Elektrisch                                  | Elektrisch                                  | Elektrisch                                  | Elektrisch                                  | Elektrisch                                  | Elektrisch                                  | Elektrisch                                  | Elektrisch                                  | Elektrisch                                  | Elektrisch                                  | Elektrisch                                  | Elektrisch                                  | Elektrisch                                  | Elektrisch                                  | Elektrisch                                  | Elektrisch                                  | Elektrisch                                  | Elektrisch                                  | Elektrisch                                  | Elektrisch                                  | Elektrisch                                  | Elektrisch                                  | Elektrisch                                  | Elektrisch                                  | Elektrisch                                  | Elektrisch                                  | Elektrisch                                  | Elektrisch                                  | Elektrisch                                  | Elektrisch                                  | Elektrisch                                  | Elektrisch                                  | Elektrisch                                  | Elektrisch                                  | Elektrisch                                  | Elektrisch                                  | Elektrisch                                  | Elektrisch                                  | Elektrisch                                  | Elektrisch                                  | Elektrisch                                  | Elektrisch                                  | Elektrisch                                  | Elektrisch                                  |

| Type                  | 1940          | 1940          | 1940          | 1940          | 1940          | 1950          | 1950          | 1950          | 1950          | 1950          | 1950          | 1950          | 1950          | 1950          | 1950          | 1960          | 1960                | 1960                | 1960                | 1960                | 1960                | 1960                | 1960                | 1960                | 1960                | 1970                | 1970                | 1970                | 1970                | 1970          | 1970          | 1970          | 1970            | 1970            | 1970            |       |       |
| Type                  | 5             | 6             | 7             | 8             | 9             | 0             | 1             | 2             | 3             | 4             | 5             | 6             | 7             | 8             | 9             | 0             | 1                   | 2                   | 3                   | 4                   | 5                   | 6                   | 7                   | 8                   | 9                   | 0                   | 1                   | 2                   | 3                   | 4             | 5             | 6             | 7               | 8               | 9               |       |       |
| Compacte middenklasse |               | Tudor         | Tudor         | Tudor         | Tudor         | Tudor         | Tudor         | Tudor         |               |               | 440           | 440           | 440           | 440           | Octavia       | Octavia       | Octavia             | Octavia             | Octavia             | 1000 MB / 1100 MB   | 1000 MB / 1100 MB   | 1000 MB / 1100 MB   | 1000 MB / 1100 MB   | 1000 MB / 1100 MB   | 100 / 110           | 100 / 110           | 100 / 110           | 100 / 110           | 100 / 110           | 100 / 110     | 100 / 110     | 100 / 110     | 105 / 120 / 125 | 105 / 120 / 125 | 105 / 120 / 125 |       |       |
| Compacte middenklasse |               |               |               |               |               |               |               |               |               |               |               |               | 445           | 445           | Octavia Super | Octavia Super | Octavia Super       | Octavia Kombi       | Octavia Kombi       | Octavia Kombi       | Octavia Kombi       | Octavia Kombi       | Octavia Kombi       | Octavia Kombi       | Octavia Kombi       | Octavia Kombi       | Octavia Kombi       |                     |                     |               |               |               |                 |                 |                 |       |       |
| Middenklasse          | Rapid         | Rapid         | Rapid         |               |               |               |               | 1200          | 1200          | 1200          | 1200          | 1201          | 1201          | 1201          | 1201          | 1201          | 1202 (Kombi/Pickup) | 1202 (Kombi/Pickup) | 1202 (Kombi/Pickup) | 1202 (Kombi/Pickup) | 1202 (Kombi/Pickup) | 1202 (Kombi/Pickup) | 1202 (Kombi/Pickup) | 1202 (Kombi/Pickup) | 1202 (Kombi/Pickup) | 1202 (Kombi/Pickup) | 1202 (Kombi/Pickup) | 1202 (Kombi/Pickup) | 1202 (Kombi/Pickup) |               |               |               |                 |                 |                 |       |       |
| Topklasse             |               | Superb        | Superb        | Superb        | Superb        |               |               |               |               |               |               |               |               |               |               |               |                     |                     |                     |                     |                     |                     |                     |                     |                     |                     |                     |                     |                     |               |               |               |                 |                 |                 |       |       |
| Topklasse             |               |               | VOS           |               |               |               |               |               |               |               |               |               |               |               |               |               |                     |                     |                     |                     |                     |                     |                     |                     |                     |                     |                     |                     |                     |               |               |               |                 |                 |                 |       |       |
| Coupé / Cabriolet     |               |               |               |               |               |               |               |               |               |               |               |               | 450           | 450           | Felicia       | Felicia       | Felicia             | Felicia             | Felicia             |                     |                     | 1000 MBX / 1100 MBX | 1000 MBX / 1100 MBX | 1000 MBX / 1100 MBX | 1000 MBX / 1100 MBX | 1000 MBX / 1100 MBX |                     |                     | 110 R               | 110 R         | 110 R         | 110 R         | 110 R           | 110 R           | 110 R           | 110 R | 110 R |
| Sportwagen            |               |               |               |               | Sport         |               |               |               |               |               |               |               |               |               |               |               |                     |                     |                     |                     |                     |                     |                     |                     |                     |                     | 120 S               | 120 S               | 120 S               | 120 S         | 130 RS        | 130 RS        | 130 RS          | 130 RS          | 130 RS          |       |       |
| Sportwagen            |               |               |               |               |               | Supersport    | Supersport    | Supersport    |               |               |               |               | 1100 OHC      | 1100 OHC      | 1100 OHC      | 1100 OHC      |                     |                     |                     |                     |                     |                     |                     | 1100 GT             | 1100 GT             | 1100 GT             | 1100 GT             |                     |                     |               |               |               |                 |                 |                 |       |       |
| Bestelwagen           |               |               |               |               |               |               |               |               |               |               |               |               |               |               |               |               |                     |                     |                     |                     |                     |                     |                     | 1203                | 1203                | 1203                | 1203                | 1203                | 1203                | 1203          | 1203          | 1203          | 1203            | 1203            | 1203            |       |       |
| Eigenaar              | Škoda Holding | Škoda Holding | Škoda Holding | Škoda Holding | Škoda Holding | Škoda Holding | Škoda Holding | Škoda Holding | Škoda Holding | Škoda Holding | Škoda Holding | Škoda Holding | Škoda Holding | Škoda Holding | Škoda Holding | Škoda Holding | Škoda Holding       | Škoda Holding       | Škoda Holding       | Škoda Holding       | Škoda Holding       | Škoda Holding       | Škoda Holding       | Škoda Holding       | Škoda Holding       | Škoda Holding       | Škoda Holding       | Škoda Holding       | Škoda Holding       | Škoda Holding | Škoda Holding | Škoda Holding | Škoda Holding   | Škoda Holding   | Škoda Holding   |       |       |

| Type                  | 1920 | 1920 | 1920 | 1920 | 1920 | 1920          | 1920          | 1920          | 1920          | 1920          | 1930          | 1930          | 1930          | 1930          | 1930          | 1930          | 1930          | 1930          | 1930          | 1930          | 1940          | 1940          | 1940          | 1940          | 1940          |
| Type                  | 0    | 1    | 2    | 3    | 4    | 5             | 6             | 7             | 8             | 9             | 0             | 1             | 2             | 3             | 4             | 5             | 6             | 7             | 8             | 9             | 0             | 1             | 2             | 3             | 4             |
| Compacte middenklasse |      |      |      |      |      |               |               |               |               |               | 422           | 422           | 422           | 420           | 420           | 420           | 420           | Popular       | Popular       | Popular       | Popular       |               |               |               |               |
| Middenklasse          |      |      |      |      |      | 110           | 110           | 110           | 4R            | 4R            | 4R            |               |               |               |               | Rapid         | Rapid         | Rapid         | Rapid         | Rapid         | Rapid         | Rapid         | Rapid         | Rapid         | Rapid         |
| Middenklasse          |      |      |      |      |      | 120           | 120           | 120           | 120           | 430           | 430           | 430           | 430           | 430           | 430           | 430           | Favorit       | Favorit       | Favorit       | Favorit       | Favorit       | Favorit       |               |               |               |
| Middenklasse          |      |      |      |      |      |               |               |               |               | 6R            | 6R            | 633           | 633           | 633           | 633           |               |               |               |               |               |               |               |               |               |               |
| Middenklasse          |      |      |      |      |      |               |               |               |               | 6R            | 6R            | 637           |               |               |               |               |               |               |               |               |               |               |               |               |               |
| Topklasse             |      |      |      |      |      | 350           | 350           | 350           |               | 645           | 645           | 645           | 645           | 645           | 645           |               |               |               |               |               |               |               |               |               |               |
| Topklasse             |      |      |      |      |      |               | 360           | 360           |               |               | 650           | 650           | 650           | 650           | Superb        | Superb        | Superb        | Superb        | Superb        | Superb        | Superb        | Superb        | Superb        | Superb        |               |
| Topklasse             |      |      |      |      |      |               |               |               | 860           |               |               |               |               |               |               |               |               |               |               |               |               |               |               |               |               |
| Eigenaar              |      |      |      |      |      | Škoda Holding | Škoda Holding | Škoda Holding | Škoda Holding | Škoda Holding | Škoda Holding | Škoda Holding | Škoda Holding | Škoda Holding | Škoda Holding | Škoda Holding | Škoda Holding | Škoda Holding | Škoda Holding | Škoda Holding | Škoda Holding | Škoda Holding | Škoda Holding | Škoda Holding | Škoda Holding |

## Galerij

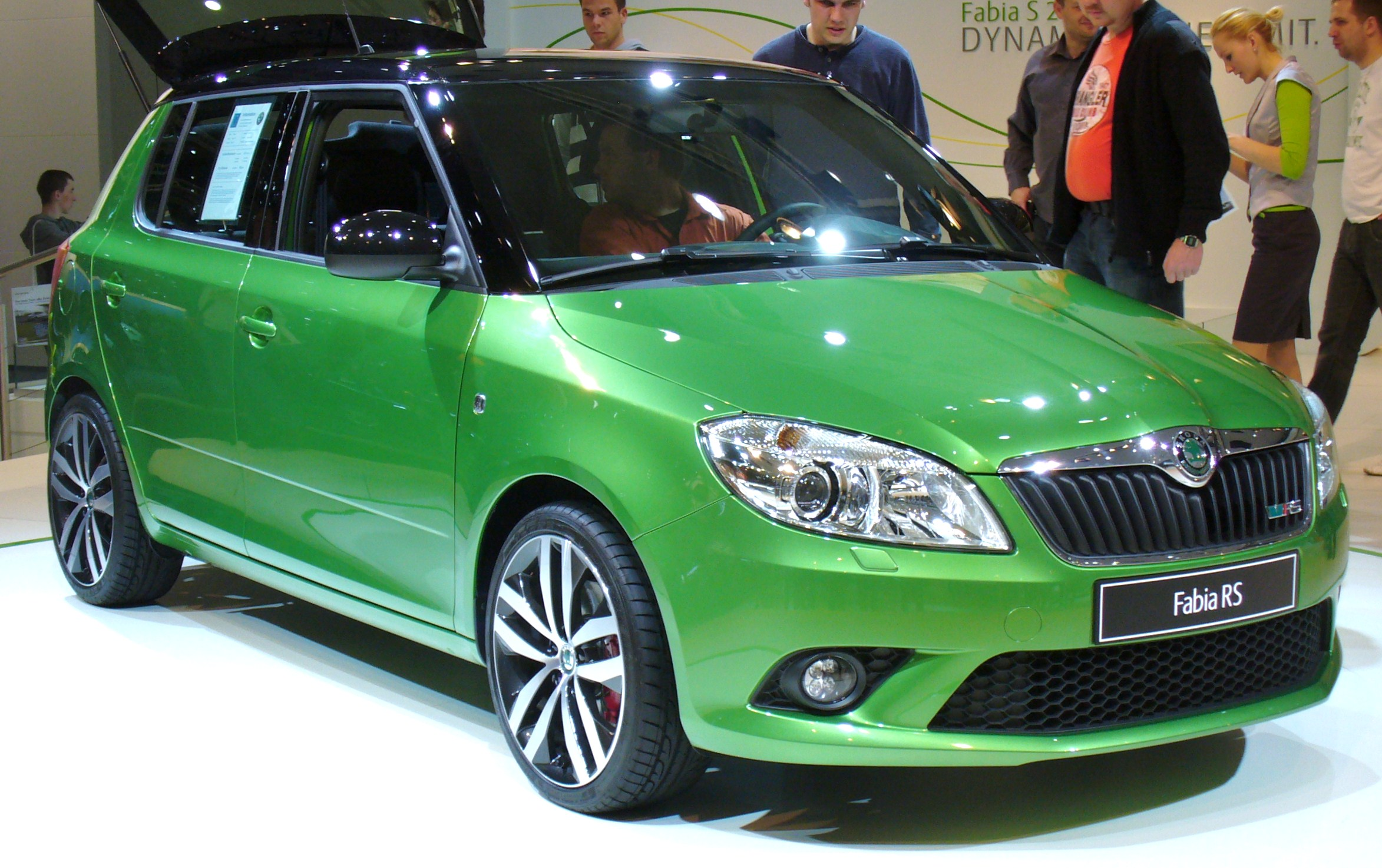
Škoda Fabia II RS Facelift
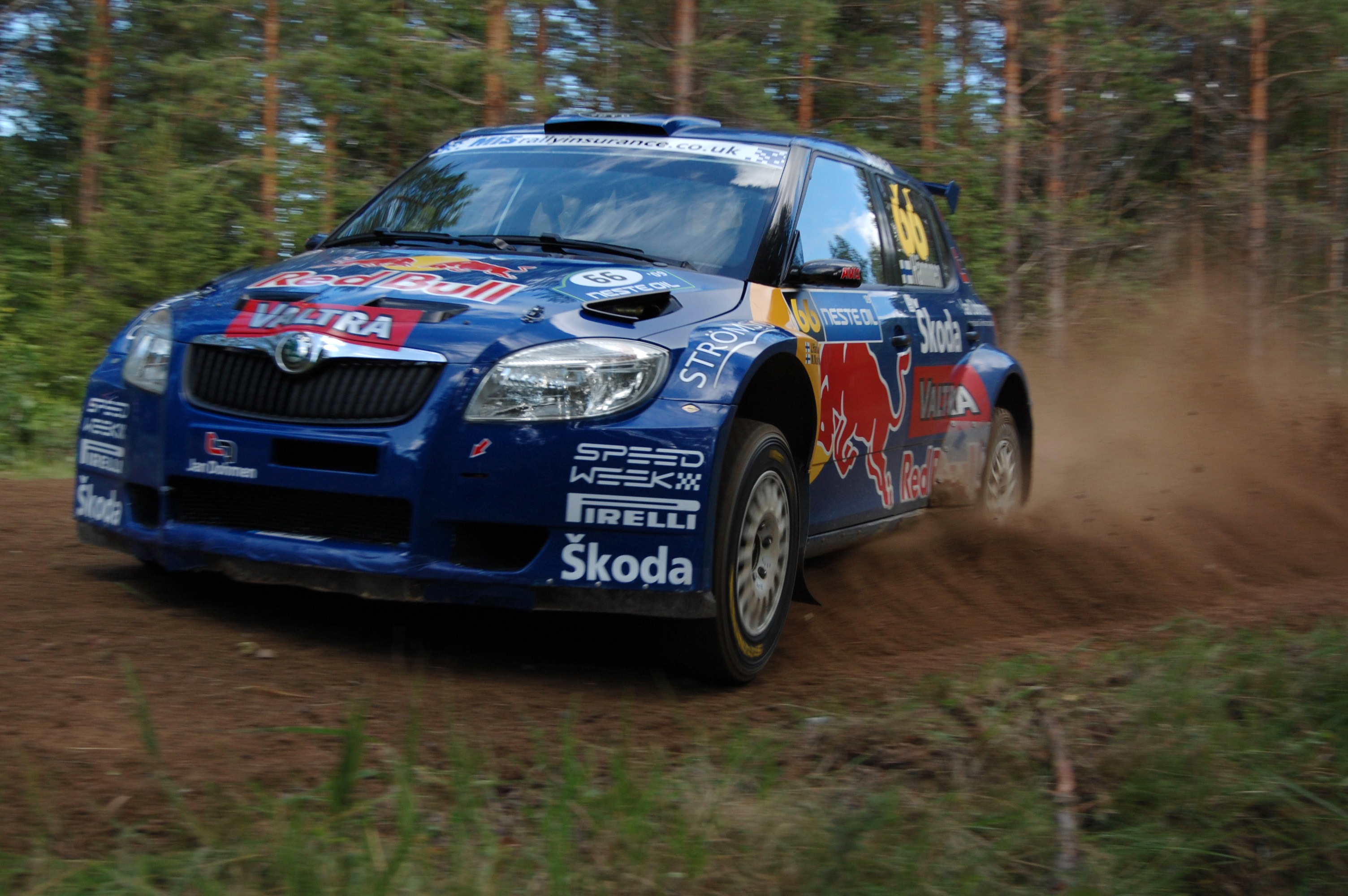
Škoda Fabia WRC
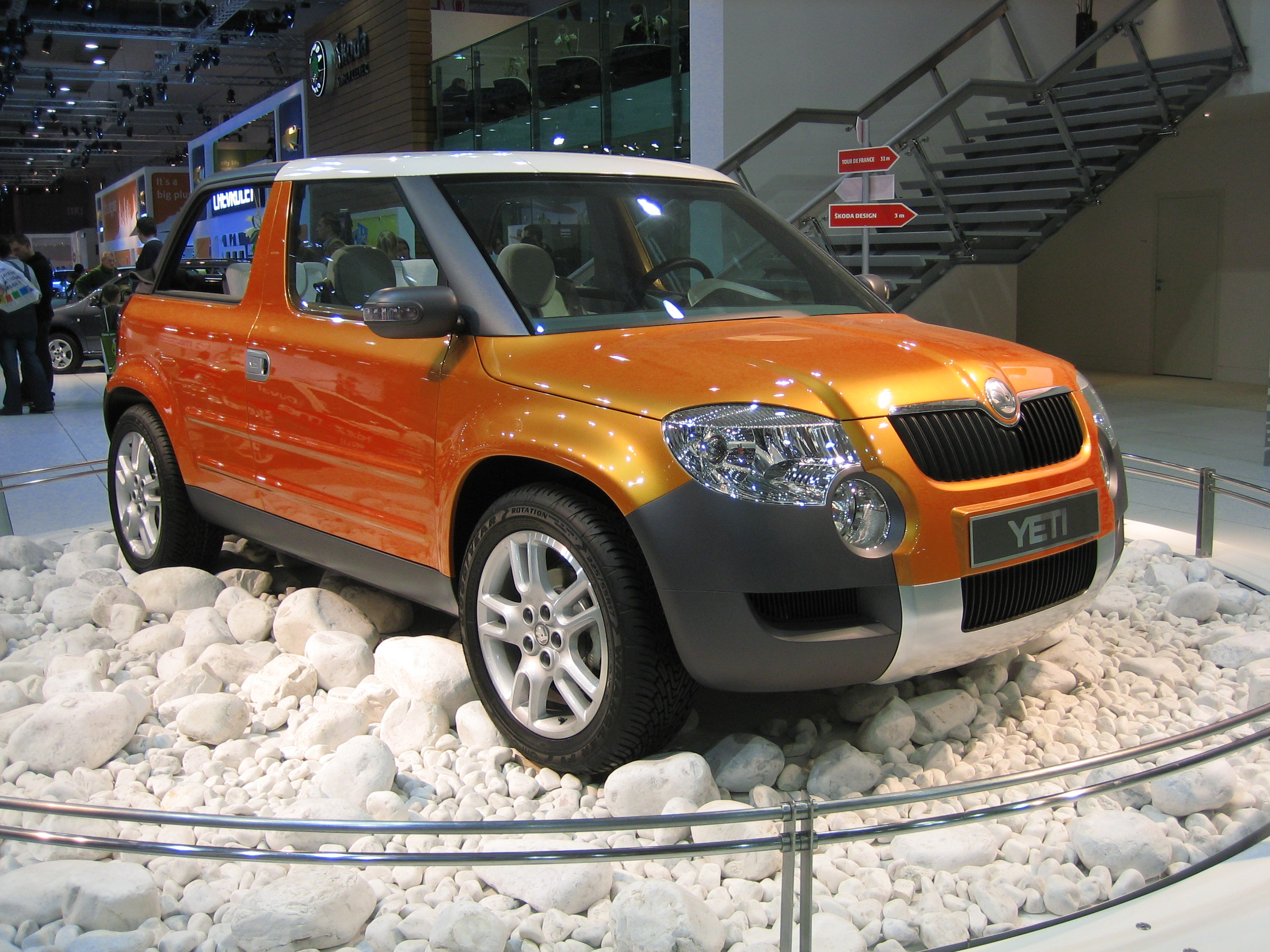
Škoda Yeti, prototype uit 2006
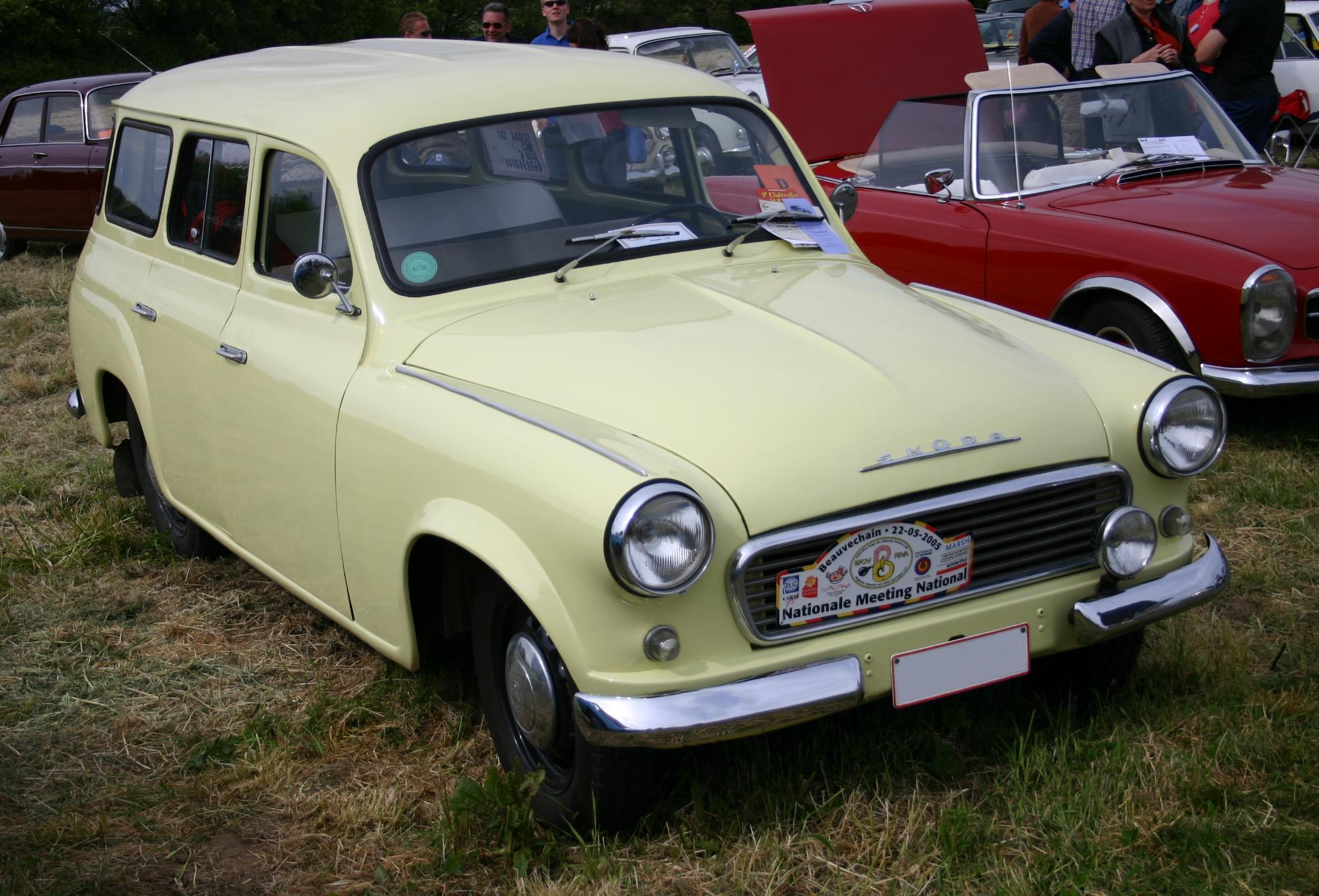
Škoda 1202
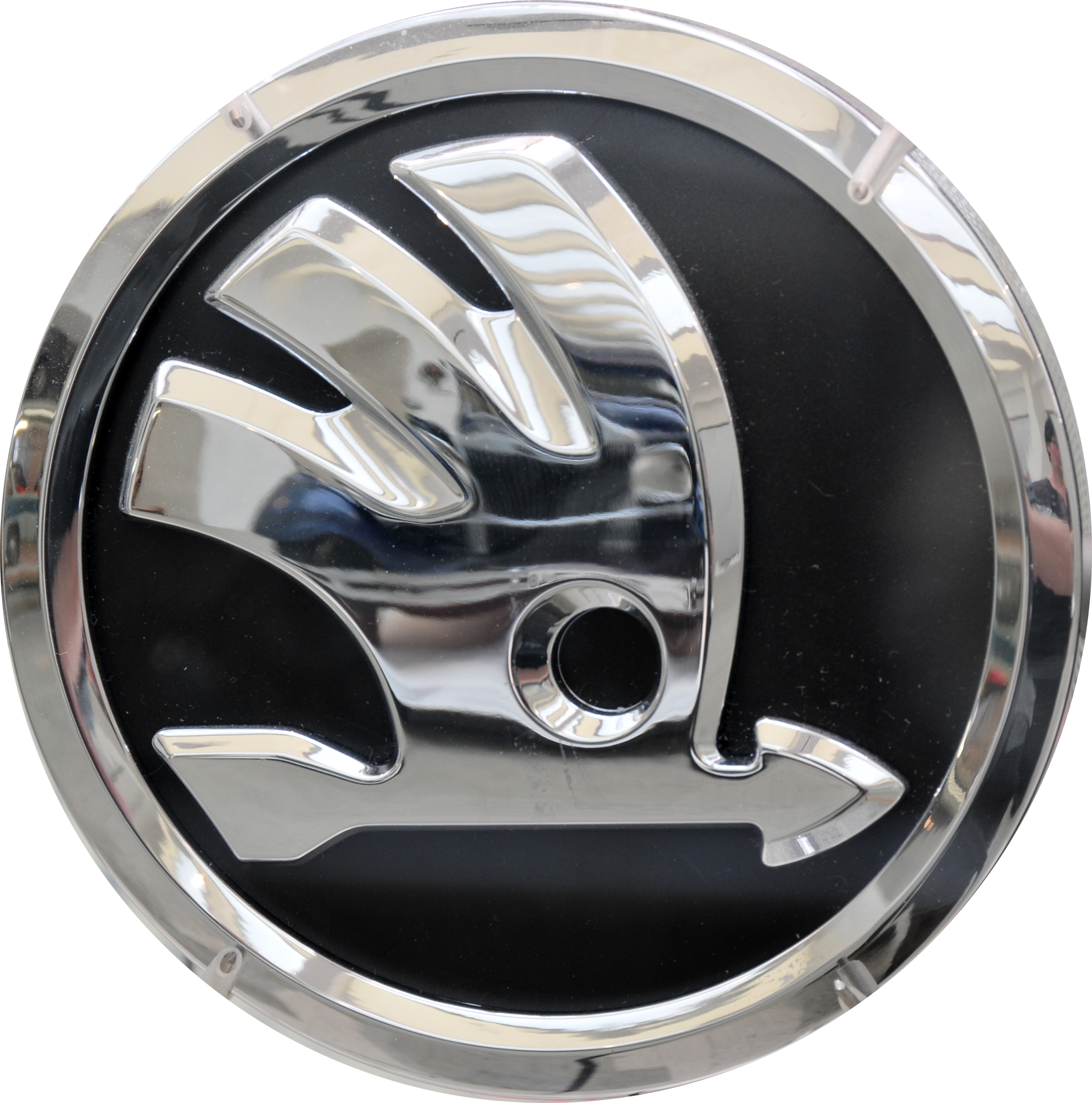
Logo Škoda Auto 2013
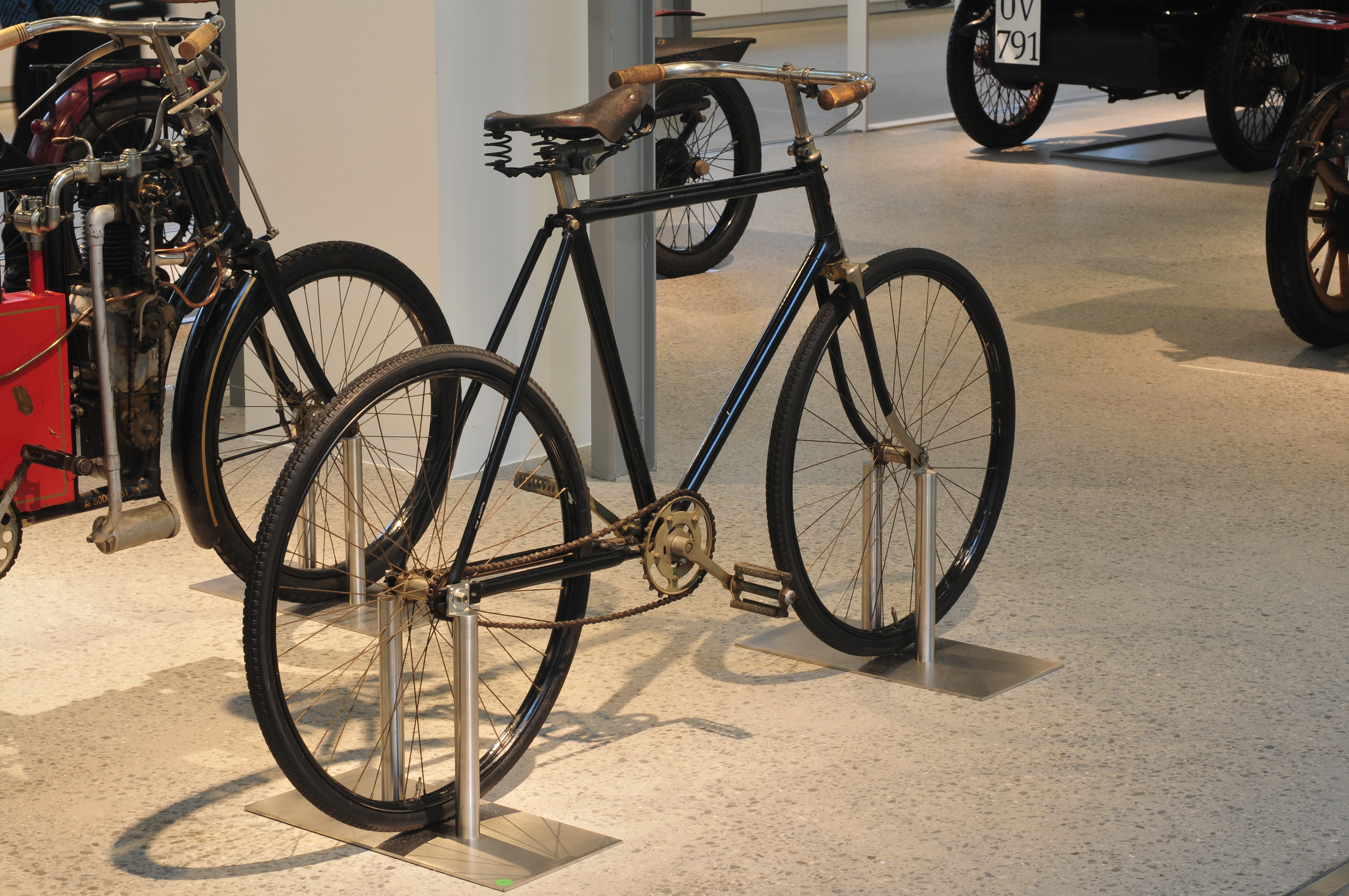
Laurin & Klement (1890)
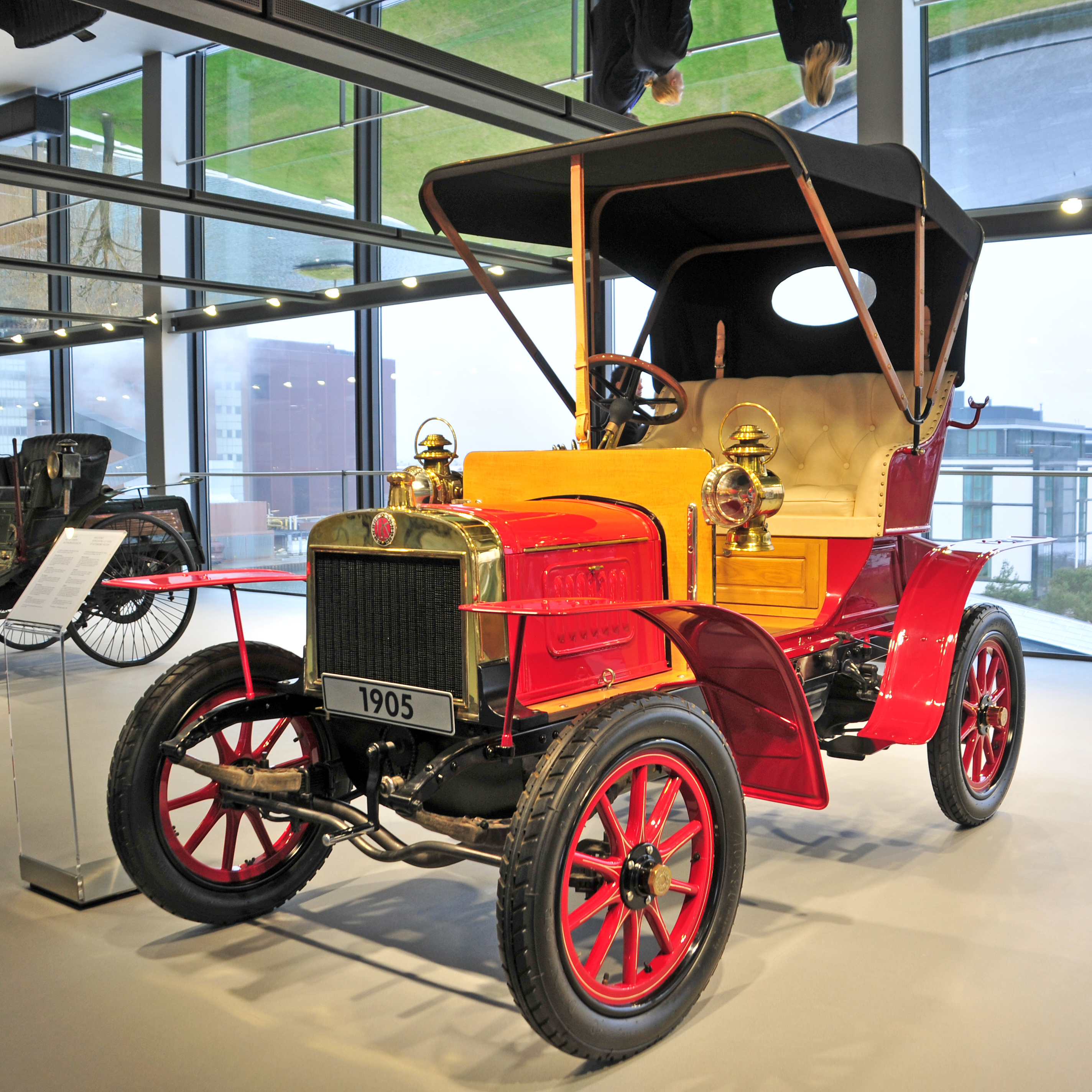
Laurin & Klement A (1898)
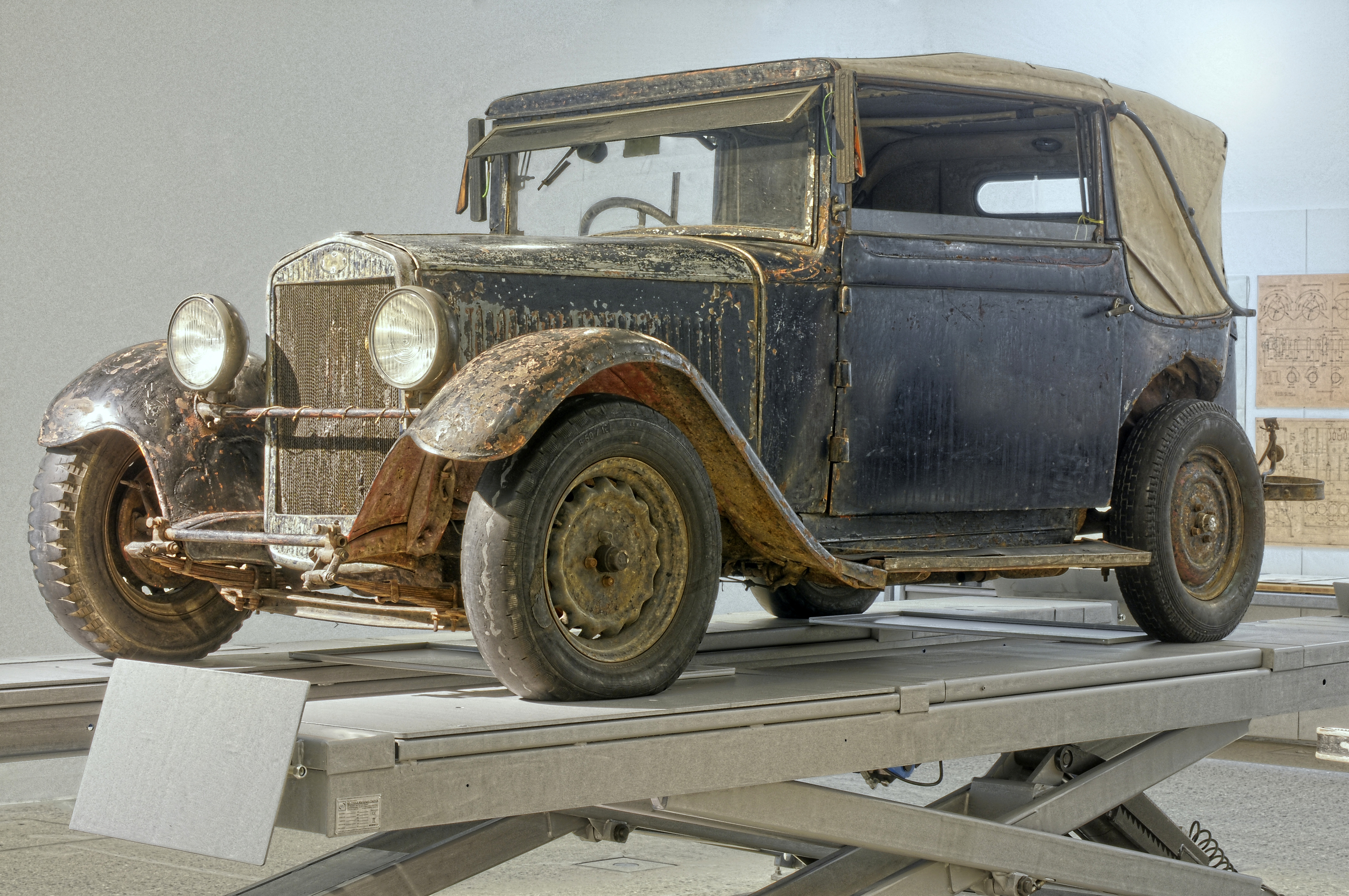
Škoda 422 (1930)
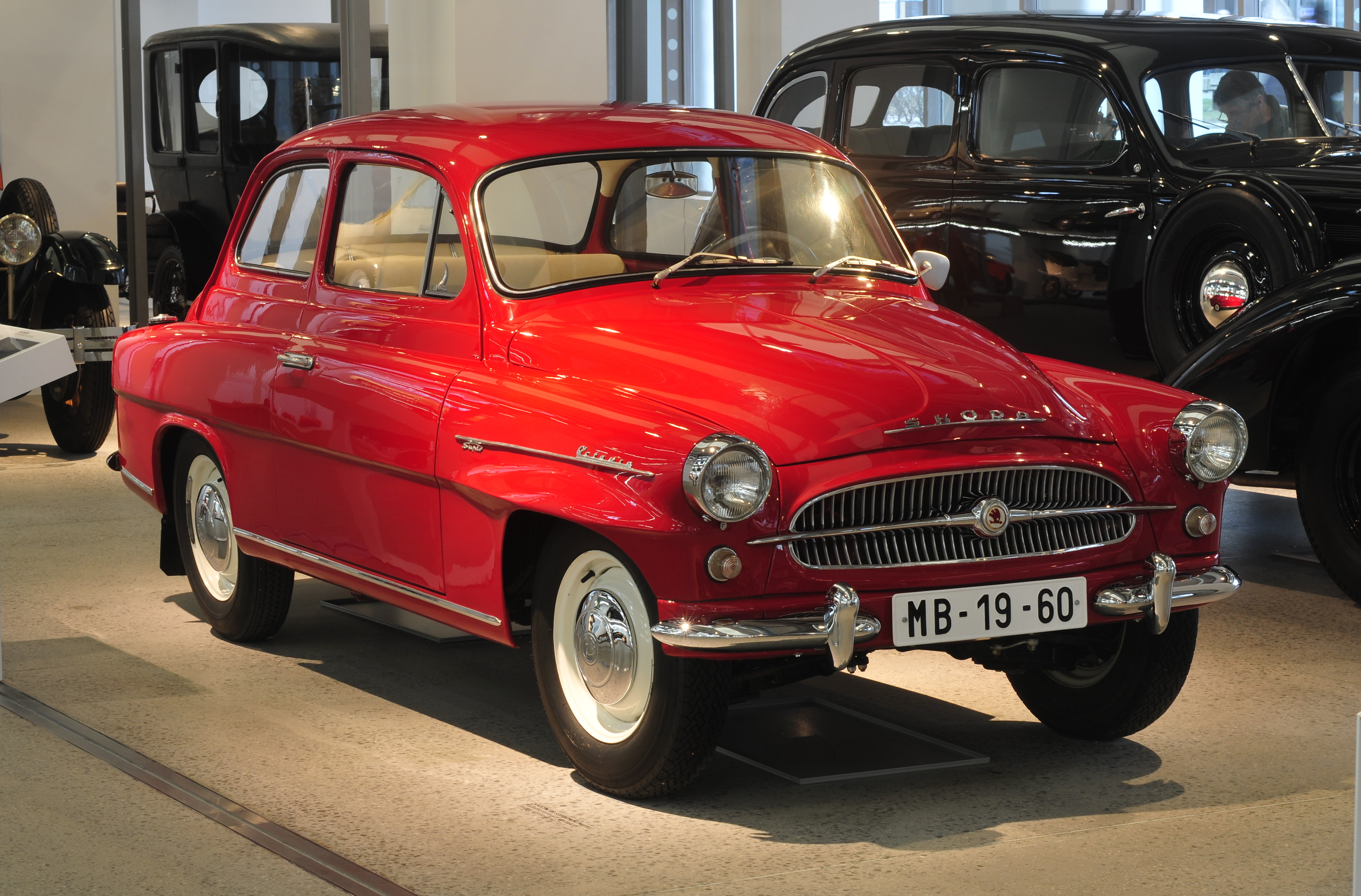
Škoda Octavia Super (1960)
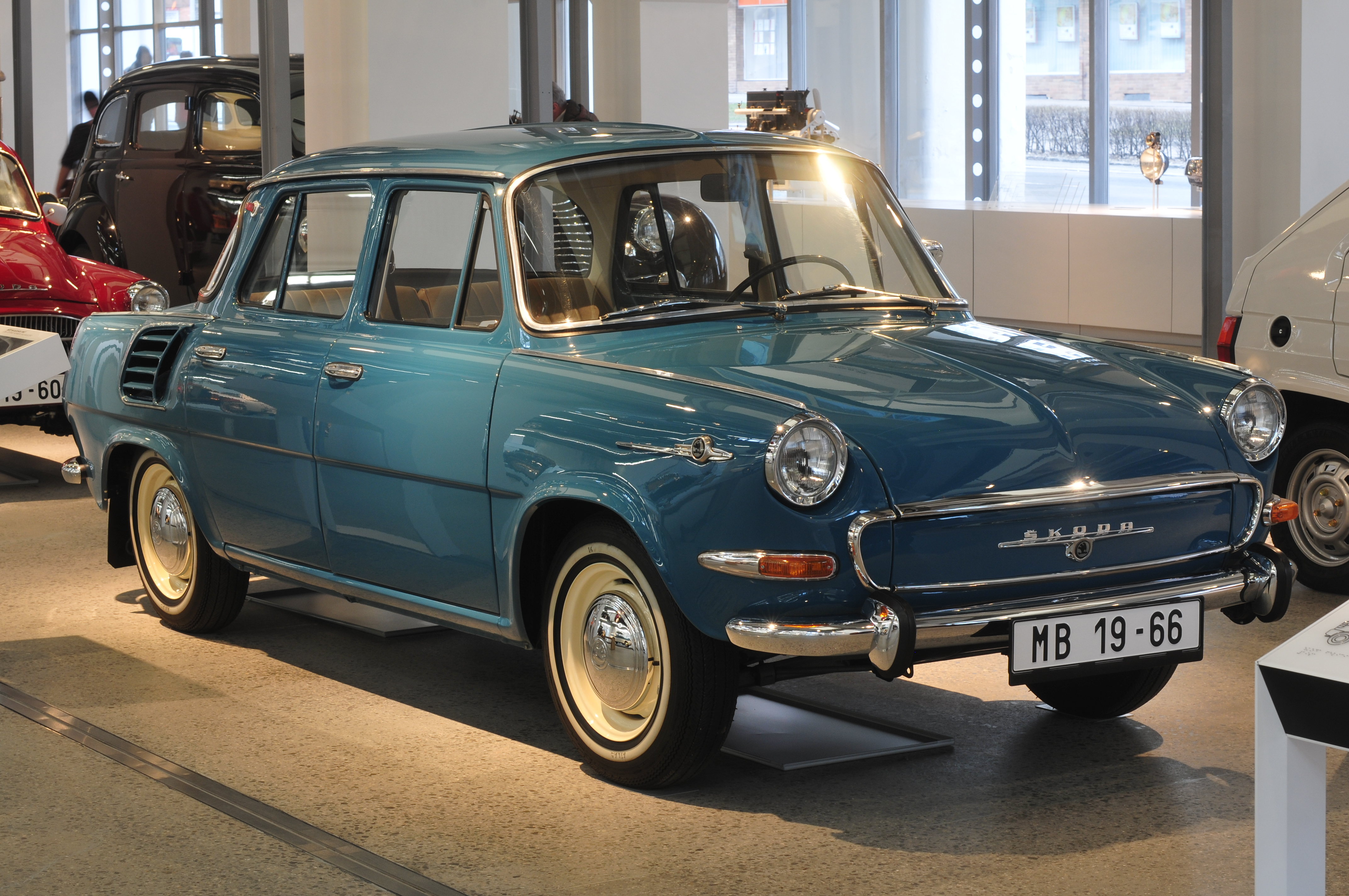
Škoda MB 1000 (1966)
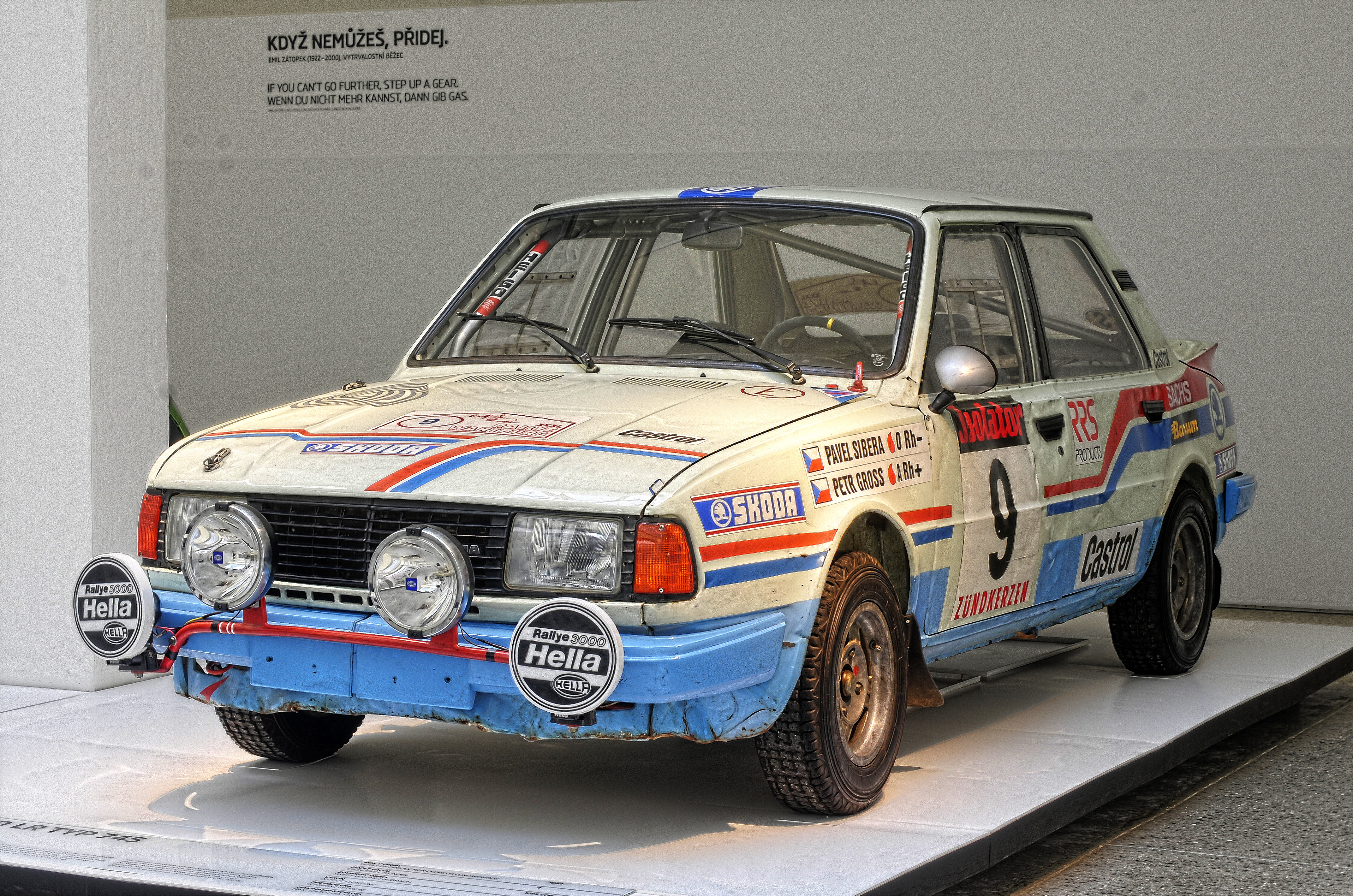
Škoda 136 LR (1984)
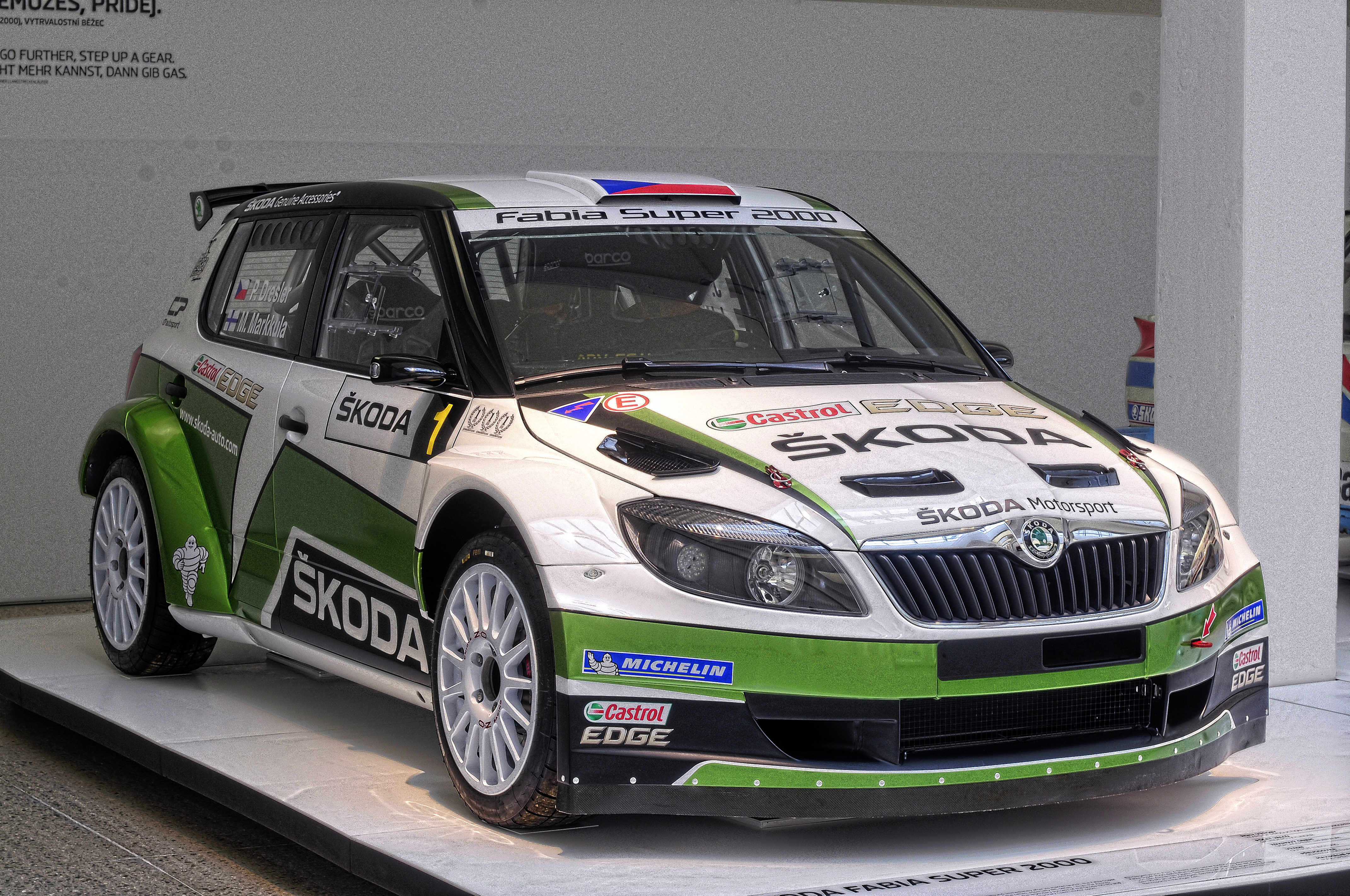
Škoda Fabia Super 2000
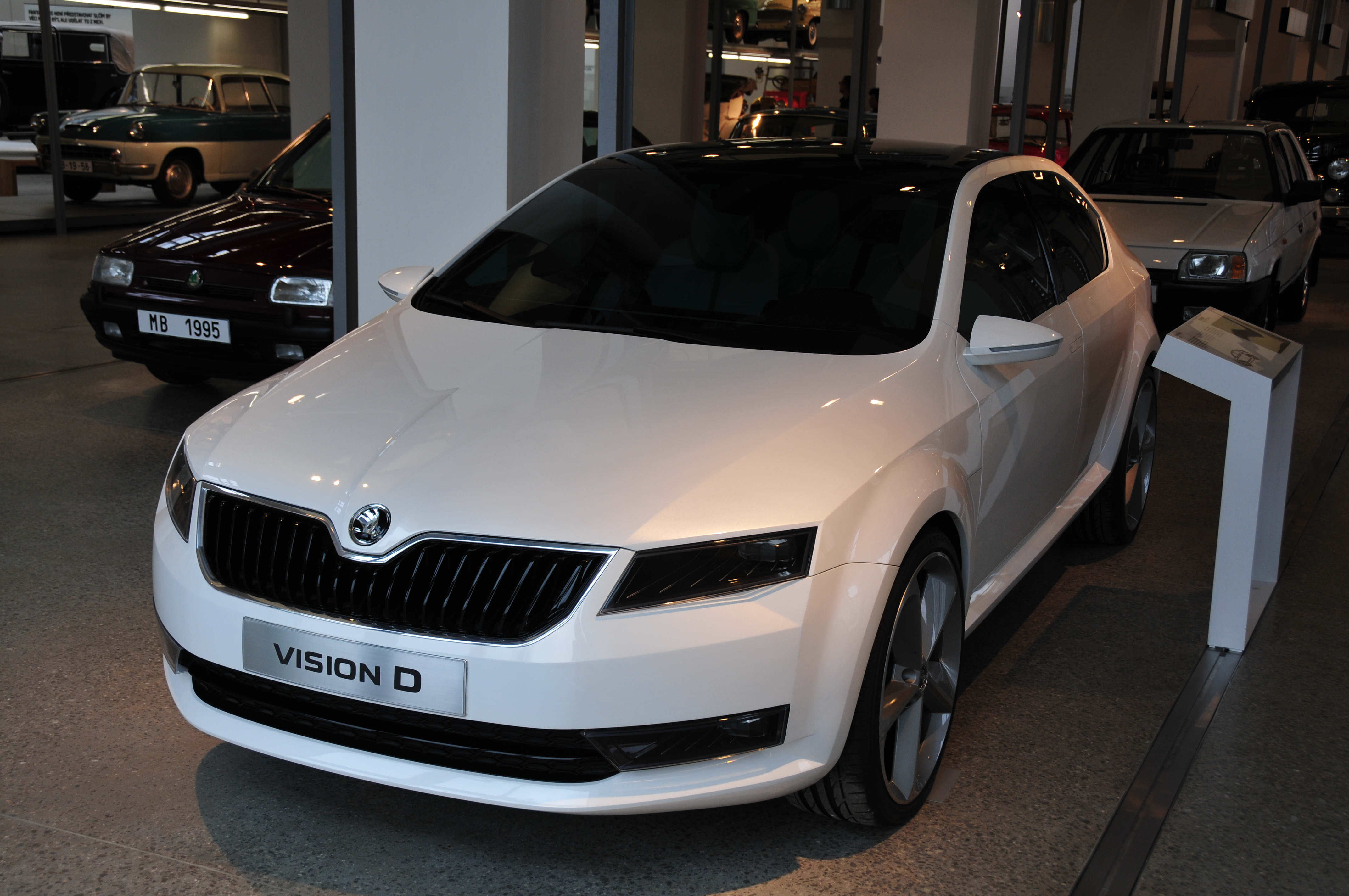
Škoda Vision D (2011)

## Trivia
- Škoda is de hoofdsponsor van de Ronde van Luxemburg. Sinds 2004 is het ook een van de sponsors van de Ronde van Frankrijk.
- Škoda betekent zowel 'schade' als 'jammer' in het Tsjechisch.[9]